# 东风8B型内燃机车
东风8B型内燃机车（DF8B），是中国铁路使用的内燃机车车型之一，绝大部分为柴油动力，但其中的5672号2015年被改装为柴油-液化天然气双燃料机车。由戚墅堰机车车辆厂设计，是东风8型机车的基础上研制的升级换代车型。

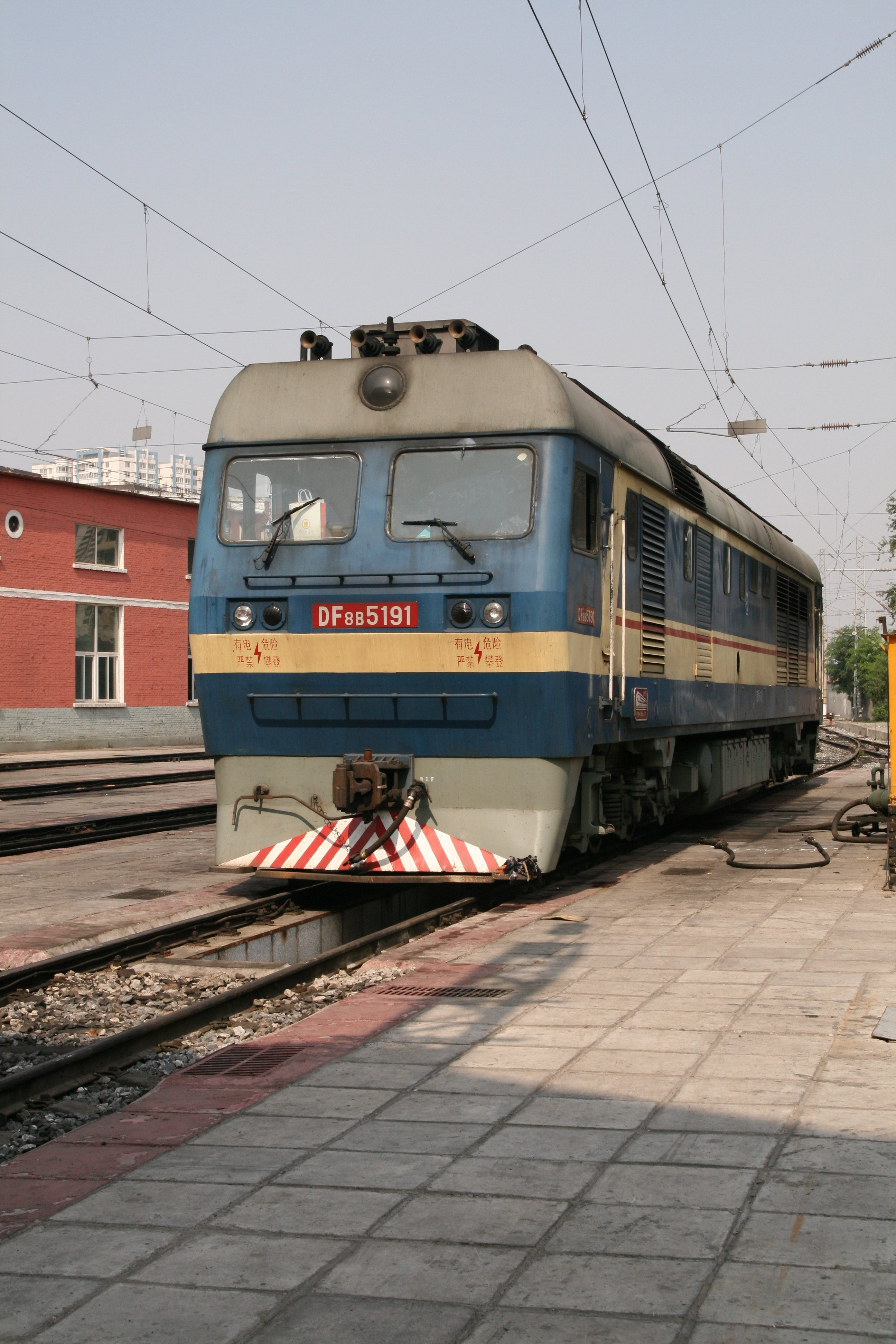
资阳机车厂生产的东风8B型5191号机车

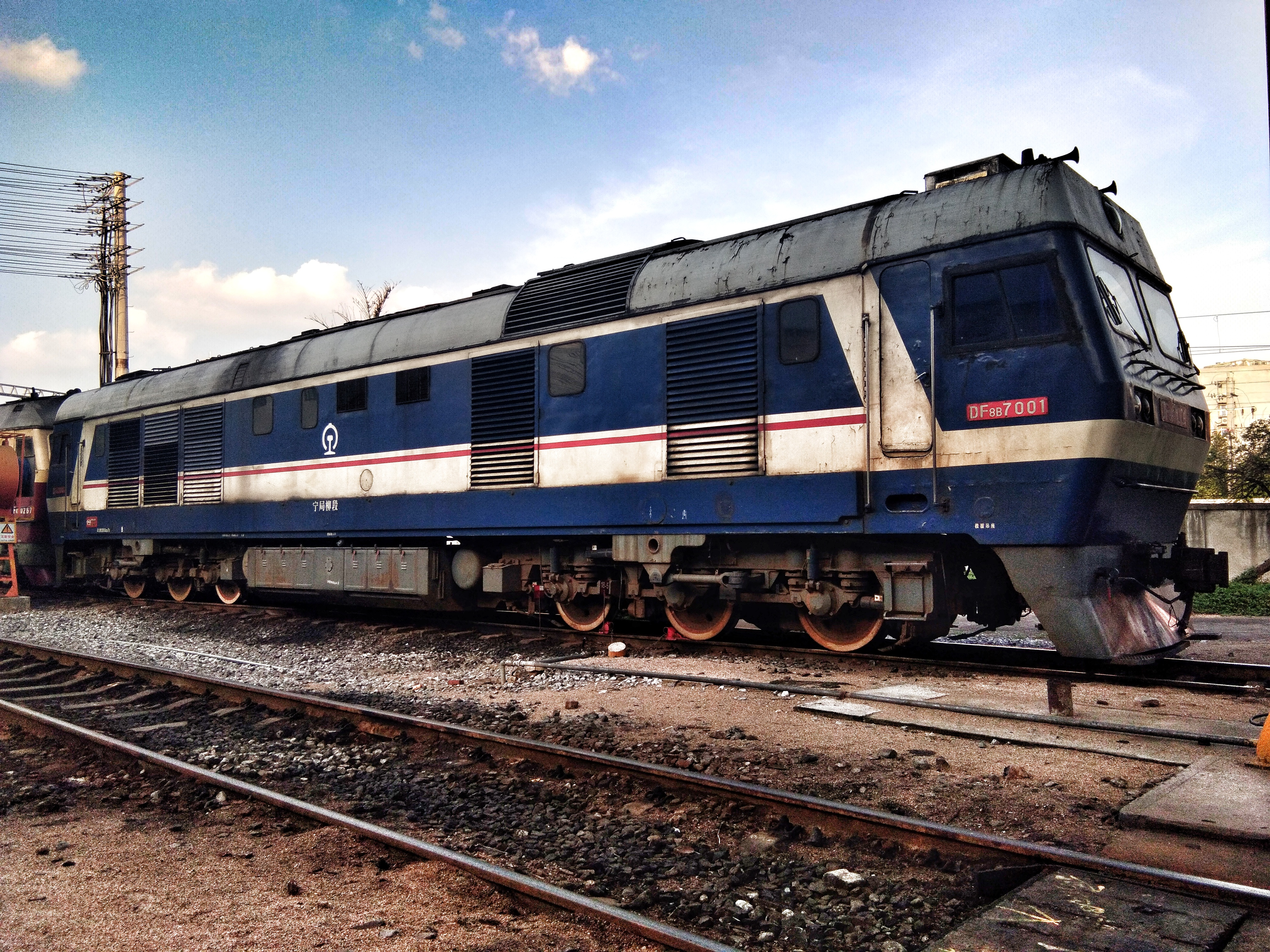
东风8B型7001号机车

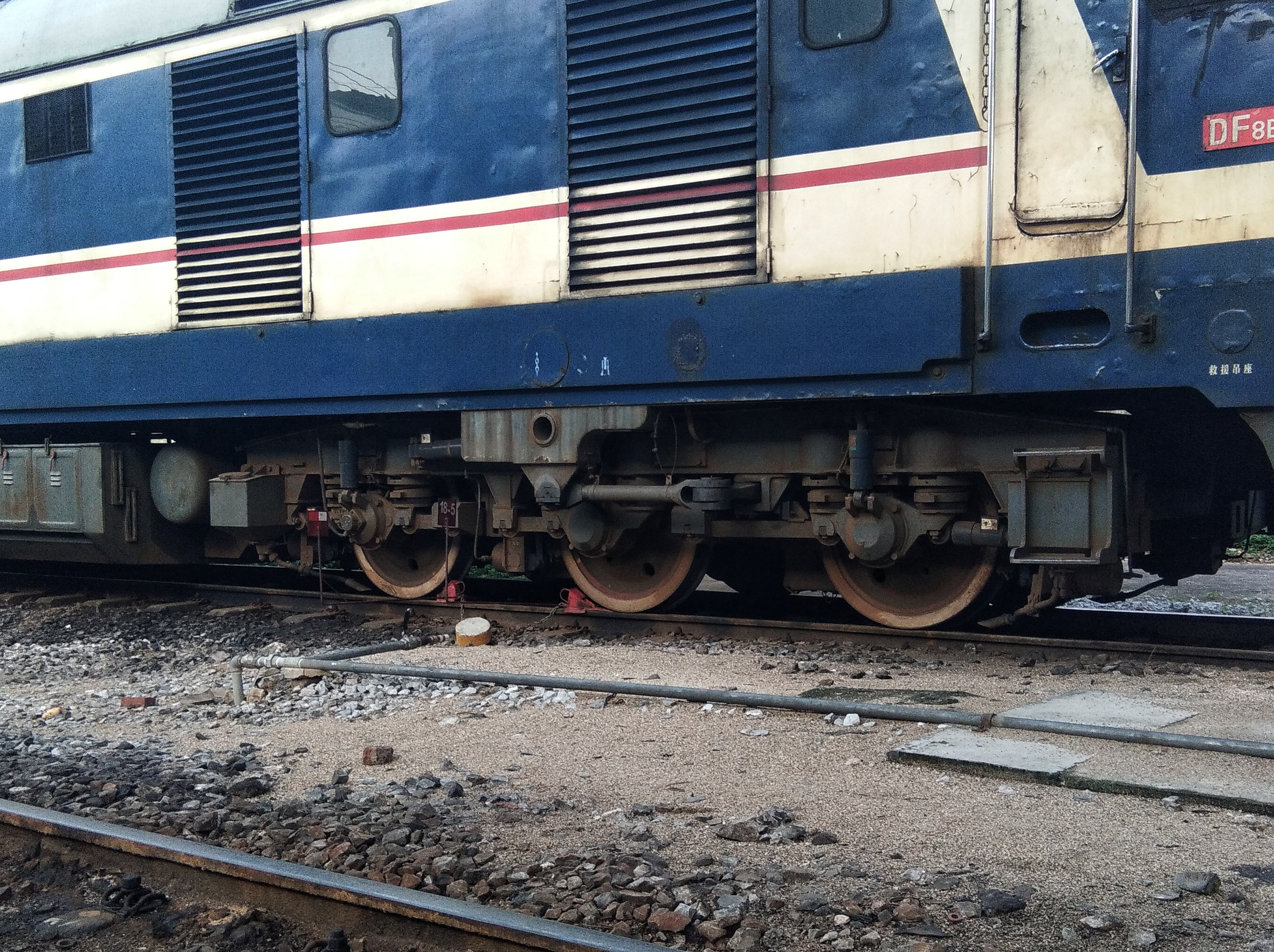
东风8B型7001号机车的径向转向架特写

## 发展历史

### 开发背景
1984年，根据当时中国铁路技术政策关于逐步提高列车重量及行车速度的目标，戚墅堰机车车辆厂研制出东风8型干线货运柴油机车。该型机车装用一台功率为4,500马力（3,310千瓦）的16V280ZJ型柴油机，并于1989年投入批量生产。1990年，为提高铁路干线客运列车行车速度、提高铁路客运能力以适应市场需求，戚墅堰机车车辆厂又研制出东风9型干线客运柴油机车，机车采用16V280ZJA型柴油机作为动力装置，装车功率为4,910马力（3,610千瓦），是当时中国国内功率最大的机车柴油机。1992年，因应广深铁路开行时速160公里准高速旅客列车的需要，戚墅堰机车车辆厂在东风9型机车的基础上，开发研制出东风11型柴油机车，为日后的中国铁路大提速打下了基础。
踏入1990年代以后，随着中国国民经济的发展，铁路货物运输量迅速增长，铁路运输能力与运量增长的矛盾越趋突出。1994年初，中华人民共和国铁道部颁发了新的《铁路主要技术政策》（铁科技〔1993〕166号文），再次强调“大力提高列车重量”和“努力提高列车速度”的方针，明确指出在繁忙干线开行5,000～6,000吨级重载列车是提高货运能力的重要出路，并且货物列车的最高速度应逐步提高到90公里/小时；通过实施将繁忙干线车站站线股道有效长度延长到1,050米、采用大功率电力机车及柴油机车牵引、逐步普及60吨及以上大型货车和铁路制动新技术等措施，大量开行5,000吨级重载货物列车，达致“重载列车普及化”是使铁路走出瓶颈的重要措施；而在牵引动力改革方面，需要积极提高电力机车、柴油机车的轴功率和总功率，并将电力机车、柴油机车的最大轴重增加到25吨。

### 研制过程
从东风8型机车上得出的一个教训便是粘着重量的重要性。东风8型机车和东风4型机车相比，两者同样是轴重为23吨的六轴机车，但前者的标定功率是后者的1.38倍，因此东风8型机车在高负荷时机车滑行空转的情况较多，导致机车因受粘着限制而未能充分发挥大功率的优势，在大坡度区段保持与东风4型机车相同牵引定数的尴尬局面。1995年，为了验证将内燃机车轴重提高到25吨的可行性，铁道部科技司将“25吨轴重东风8A型内燃机车研制”列入“1995年铁路科学技术发展计划”。1995年6月28日，时任铁道部部长韩杼滨主持召开部长办公会议，决定将繁忙干线上的旅客列车最高速度提高到140~160公里，货物列车最高速度提高到85~90公里/小时，并将其作为2000年前中国铁路要实现的重要目标之一；同时，决定尽快在繁忙干线进行提速试验，为未来中国铁路大面积提速做好技术准备。同月，戚墅堰机车车辆厂与铁道部科技司签订了《25吨轴重东风8A型内燃机车研制合同》，要求戚墅堰机车车辆厂在东风8型机车的基础上，与永济电机厂、株州电力机车研究所、大连内燃机车研究所、西安铁路信号工厂、铁道部科学研究院合作，开发研制25吨轴重（23+2）的东风8A型内燃机车，该型机车将采用16V280ZJA型柴油机，装车运用功率要达到5,000马力（3,680千瓦），并计划采用微机控制系统、三轴径向转向架、交流辅助传动、柴油机逆变启动等新技术。
1995年9月，铁道部在沪宁铁路组织进行中国铁路史上首次既有线客货列车提速试验，货物列车提速试验采用东风8型柴油机车和东风4E型柴油机车，按三种不同的编组方式在南翔至南京东、南京东至常州东之间往返运行，主要试验项目包括机车起动加速性能、列车运行时分、列车常用及紧急制动、调速制动性能等，为繁忙干线客货运提速提供了大量试验数据。1996年4月1日，“先行号”快速旅客列车在沪宁铁路投入营运，开创了中国铁路既有线客运列车提速的先河。在旅客列车实施提速的同时，亦迫切需要货物列车相应提速以提高综合运输能力，为此，铁道部先后两次指示戚墅堰机车车辆厂加快研制进度，希望尽早交付东风8A型机车并投入小批量生产。由于初步设计方案包括一些研制难度较大的新技术，如交流辅助传动、柴油机逆变启动，而且当时中国尚未掌握三轴径向转向架的技术，因此戚墅堰机车车辆厂向铁道部建议暂时搁置该三项技术，待以后条件成熟时再继续进行研制。1996年9月，机车设计方案通过了厂内设计审查，并于年底完成了技术设计工作。1997年1月，铁道部与中车公司在北京二七机车厂召开了机车技术设计审查会议。1997年3月，铁道部正式将新机车命名为东风8B型内燃机车。1997年3月至4月，永济电机厂先后试制出为该机车配套的JF204D型同步牵引发电机、ZD109C型牵引电动机、高低压电器柜、主整流柜、司机操纵台等产品，并送往戚墅堰机车车辆厂装车。1997年6月18日，东风8B型0001号机车落成出厂。同年7月，东风8B型0002号机车亦相继出厂。同时，铁道部并以《科技机〔1997〕46号文》向戚墅堰机车车辆厂下达“东风8B型内燃机车及16V280ZJA型柴油机设计任务书”。

### 试验考核
首两台机车出厂后随即交付上海铁路局南翔机务段在沪宁铁路按重载交路进行运用考核。根据铁道部安排，东风8B型0001号机车作为机车性能鉴定型式试验用车，而东风8B型0002号机车则作为15万公里运用考核试验车。1997年8月4日，东风8B型0001号机车在沪宁铁路进行了5000吨重载牵引试验，最高速度达86公里/小时（受线路限速），并在六摆渡至镇江间顺利完成坡停起动试验。1997年9月至12月期间，东风8B型0001号机车在完成5万公里磨合试验之后开始各个部级鉴定试验项目，其中司机室噪音测试、单机紧急制动距离试验在沪宁铁路上进行，机车称重试验在铁道部科学研究院北京环形铁道试验基地进行，牵引性能试验在大连内燃机车研究所的定置试验台进行，动力学性能试验在沪杭铁路上海至杭州间、金千铁路金华至新安江间进行。试验结果显示，机车最大起动牵引力达531.995千牛，持续牵引力达349.5千牛，最大恒功率速度达92.8公里/小时，均高于设计任务书要求。当机车牵引5,000吨货物列车运行时，不仅有足够的功率和粘着利用能力，能满足最高速度80～85公里/小时的要求，而且机车功率尚有一定的储备，柴油机负荷率处于适当水平。
为了满足铁道部门对大功率内燃机车的迫切需求，戚墅堰机车车辆厂在1997年第四季度又生产了6台东风8B型机车。1997年全年生产的8台东风8B型机车当中，首四台机车（0001~0004号）配属上海铁路局南翔机务段，投入沪宁铁路南翔至南京东之间使用；后四台机车配属北京铁路局丰台机务段，投入京山铁路丰台西至南仓之间使用。东风8B型0002号机车于1997年8月1日在沪宁铁路投入运用，至1998年6月15日为止已走行157,803公里，期间各主要部件均未发生重大故障。该机车顺利完成了15万公里运用考核后，对其转向架、牵引发电机、牵引电动机、彩色显示屏及双流道铜散热器拆解检验。1998年10月29日，东风8B型内燃机车通过铁道部科技成果鉴定；1999年，获铁道部科技进步二等奖和江苏省优秀新产品“金牛奖”。

### 生产情况
“九五”初期，中国铁路出现连年亏损，面临着巨大的经营压力。为了尽快实现扭亏为盈，铁道部决定采取加快和深化铁路改革、转换经营机制的措施。由于机车车辆购置费缩减，对于总体生产能力过剩的机车车辆工业，铁道部开始实行机车车辆招标采购制度，提高机车车辆工业的市场化程度。正当中国铁路向重载、提速的方向发展之际，资阳内燃机车厂适用于铁道部投标的产品仅有东风4B型、东风4C型柴油机车，工厂亟需推出新产品以跟上时代的步伐。与此同时，戚墅堰机车车辆厂正忙于完成东风11型柴油机车的生产任务，生产能力不足以应付大功率货运机车的需求。有见及此，在铁道部和中车公司的协调下，决定让资阳内燃机车厂和戚墅堰机车车辆厂共同生产东风8B型机车，资阳内燃机车厂为主，戚墅堰机车车辆厂为辅。
1998年1月，在资阳内燃机车厂第七届三次职工代表大会上，厂长范烈星提出了“试制280柴油机及东风8B机车，介入提速重载行列”的目标，计划在同年11月底试制出首台东风8B型机车。1998年2月21日，双方正式签订《戚墅堰机车车辆厂和资阳内燃机车厂关于共同生产280柴油机及东风8B型机车协议》。同年5月30日，资阳内燃机车厂试制的第一台16V280ZJA型柴油机开始总组装。8月1日，该柴油机在工厂新建的280柴油机试验台上一次启动成功。9月1日，工厂铆焊车间开始组焊机车车体、底架、缓冲座等部件。10月22日，完成焊接的车体送到机车总组装线，开始最后阶段各项设备的组装。1998年11月30日，资阳内燃机车厂生产的东风8B型5001号机车正式出厂，时任四川省副省长李进、资阳地区行政公署专员陈光志，以及铁道部、中车公司等单位的代表出席了出厂典礼。1998年12月，在铁道部的1999年度第一次招标议标中，资阳内燃机车厂获得了首批25台东风8B型机车的订单。“九五”期间，铁道部对资阳内燃机车厂投入了2.7亿元人民币进行技术改造，以提高东风8B型机车的批量生产能力。1999年2月，首台由资阳内燃机车厂自制的280柴油机机体试制成功，不再需要依赖从戚墅堰机车车辆厂订购的机体。1999年全年，资阳内燃机车厂生产出32台东风8B型机车，形成批量生产能力。2000年，资阳内燃机车厂已经达到了月产10台280柴油机、年产100台东风8B型机车的目标。
资阳内燃机车厂初期生产的东风8B型机车在各地投入运用后，运用部门普遍反映机车有不少范围广泛、不严重但频繁出现的质量问题，经工厂方面分析发现大多数是因外购配件引起。2000年3月，资阳内燃机车厂开始实施关于外购配件的品质保证制度。2001年1月，在资阳内燃机车厂第八届一次职工代表大会上，“全面提高机车质量，满足用户需求”一项被列入当年工作重点，要求各部门加强生产及质量控制。尽管如此，资阳机车厂（资阳内燃机车厂于2002年5月更名为资阳机车厂）的机车组装品质问题、惯性质量问题仍然杜之不绝，已经导致各地机务段对资阳工厂的产品产生了负面印象，并引起铁道部运输局装备部和中国南车集团的关注。2003年1月上旬，铁道部在北京二七机车厂首次举办新造机车质量展示会，要求中国北车集团、中国南车集团所属的机车制造厂各自派出新造机车参加品质评测和展示，会上资阳机车厂参展的东风8B型5328号机车名列榜尾，整车综合、车体、管路、电气线路、司机室五个评分范畴有多达106个扣分点，例如车体侧墙蒙皮平直度一项，评审要求为1.5毫米、全长偏差不大于4毫米，而工厂对参展车的标准为6毫米，但测量后发现实际达8毫米、个别部位达到10毫米；在机车淋雨试验中车身多处漏水，车内地板积水甚至带出组装时遗留的工业垃圾。
2003年1月18日，时任资阳机车厂厂长郭炳强向全体职工宣布东风8B型机车参展失利的消息，指出“东风8B型5328号机车是思想观念陈旧、制造理念落后的集中表现”，并将这一天称为工厂的“厂耻日”，要求全厂各部门根据参展车的问题和铁道部的要求，开展机车生产品质整治考核。2003年3月，资阳机车厂确定了质量整改的两大阶段性目标，确保同年4月1日起出厂的机车均达到东风8B型5328号机车在进行整改后的质量水准，同年6月30日必须完成一台“先油漆、后组装”的东风8B型机车作为样板车，同时工厂成立了机车电气线路、车体、管路、转向架四大课题组，对包括技术标准、工艺文件、产品实物、品质检查在内的生产流程作全面控管。2003年4月，铁道部向工厂派驻机车质量改进工作督查组，每月抽查一台出厂的东风8B型机车进行质量评分，提出反馈并交由课题组研究落实。2003年4月10日，首台按照5328号机车整改后质量标准生产的东风8B型5349号机车落成。同年6月4日，严格按照参展标准生产的东风8B型5356号机车完工。同年7月31日，首台采用“先油漆、后组装”生产流程的东风8B型5399号机车通过评审。2004年7月，铁道部在北京举行第二次新造机车质量展示会，资阳机车厂派出参展的东风8B型5467号机车在五个评测项目中，获得整车综合、电气线路两项第一、车体、管路两项第二的佳绩。
在2003年之前，戚墅堰机车车辆厂的产能以满足提速客运机车的需求为主，该厂的东风8B型机车年产量一直徘徊在个位数字。到了2003年，由于东风11型机车的订单数量骤减，铁道部给予的东风8B型机车生产任务相应增加，当年戚墅堰、资阳两家工厂的东风8B型机车产量分别为35台、94台。2004年，由于经济发展带来货运需求持续增长，同时中国正面临严重的电力短缺问题，中国铁路货运的压力前所未有；为配合宁西铁路西安至合肥段、胶新铁路建成通车及保障发电用煤运输，铁道部大幅增加了货运机车的采购数量，当年戚墅堰、资阳两家工厂分别生产了30台、170台东风8B型机车，创下该型机车年产量的历史最高纪录。2005年，戚墅堰、资阳两家工厂的东风8B型机车产量分别为74台、52台。2006年以后，由于铁路电气化改造加速，铁道部内燃机车购置数量逐步减少，但国铁以外的市场销售机车有所增加。
截至2022年6月，戚墅堰机车车辆厂和资阳机车厂共生产了1214台东风8B型机车（不包括东风8D型、东风8DJ型机车），其中戚墅堰厂生产285台（0001～0285）、资阳厂929台（5001～5671、5673～5930）。 东风8B型机车的生产时间跨度较大，由于新技术的试验和应用、各个用户提出的要求各异，不同制造厂商、不同时期生产、不同制造批次的机车在机械设备或电器控制设备方面都可能有局部差异，例如，司机室有早期的非标准化司机室，以及从2002年下半年开始采用的标准化司机室两种类型；辅助设备控制系统有继电器联锁控制和逻辑控制单元两种；辅助传动系统有机械—静液压传动和交流变频传动两种；重联控制系统有常规线重联和网络重联两种；微机控制系统亦有株洲所、时代电气、武汉正远等厂商的产品。

### 径向转向架型机车
1993年6月，国际重载运输协会（IHHA）在北京召开第五届国际重载运输大会，会上易安迪公司介绍了刚刚推出市场的SD70MAC型交流传动柴油机车以及与之配套的HTCR径向转向架。与普通转向架相比，径向转向架通过曲线时轮轨之间的冲角较小，有效减少了轮轨磨耗、轮轨噪声和轮轨横向作用力，并使通过曲线时轮轨粘着提升到前所未见的水平。径向转向架的出色性能迅即引起了铁道部和技术专家的兴趣，会议结束当日，中国著名铁路机车车辆专家、刚升任西南交通大学校长的孙翔教授，会同铁道部科技司领导、国内主要机车制造厂领导一起对国外径向转向架的技术进行总结，并写成会议纪要并建议铁道部立项开展机车径向转向架的研究。同年，西南交通大学向铁道部提出进行立项建议报告，并获铁道部科技司批准，由西南交通大学机车车辆研究所的金鼎昌教授和罗世辉教授主持，与株洲电力机车厂合作进行电力机车径向转向架可行性研究，同时与资阳内燃机车厂合作进行工矿内燃机车改装径向转向架的可行性研究。由于当时中国电力机车均采用尺寸较大的直流牵引电动机，转向架内部布置轮对径向机构的可用空间极其有限，而工矿内燃机车方面的研究也因资金原因而被迫中断。虽然这两个研究项目的过程并不顺利，但西南交大对于径向转向架的理论研究并未停步，这些研究成果亦为后来研制的内燃机车径向转向架作出了重要贡献。
1995年，铁道部立项研制25吨轴重的东风8A型内燃机车，其中一项要求便是采用三轴径向转向架，并由戚墅堰机车车辆厂与西南交通大学机辆所合作研制。考虑到首次研制径向转向架的技术难度，铁道部曾向西南交大指出允许失败，以减轻对研究人员的心理压力。1996年夏季，为解铁路提速急需大功率干线货运机车的燃眉之急，铁道部决定允许该型机车先装用三轴常規转向架以加快研制进度，待径向转向架研制成功之后再将其安装在机车上。因此，东风8B型内燃机车的径向转向架设计原则是能够与常規转向架互相替换，轴重、轴距、转向架中心距、车体底架接口等均与常規转向架相同。戚墅堰机车车辆厂与西南交通大学对国外不同形式的径向转向架作出比较之后，于1997年完成径向转向架设计方案和动力学计算。由于东风8B型机车的转向架结构与易安迪公司的HTCR径向转向架比较接近，因此决定将HTCR径向转向架的径向调节结构移植到东风8B型机车径向转向架上，采用了自导向径向调节机构、单拉杆配横向弹性定位装置的轴箱定位结构、滚动轴承抱轴式驱动装置。1998年4月，双方完成径向转向架的技术设计并通过专家组审查。同年12月，戚墅堰机车车辆厂完成径向转向架的施工图纸设计。1999年7月，三轴径向转向架的试制工作正式开始。
2000年2月，第一台径向转向架完成组装。同年4月，该转向架被安装在入厂中修的东风8B型0004号机车上，在工厂内进行行车试验。2000年10月13日，首台装用径向转向架的东风8B型7001号机车完成试制；同年11月，该机车赴北京环行铁道准备进行性能试验，但因环行铁道设备调试原因而延至翌年进行。2001年2月至4月，东风8B型7001号机车根据铁道部安排，与同样配备径向转向架、由大连机车车辆厂试制的东风4D型7001号机车一起，由铁道部产品质量监督检验中心负责进行径向性能及动力学试验。机车称重试验在铁科院机辆所机车称重试验台上进行，动力学性能试验及径向性能试验分别在北京环行铁道及京承铁路双桥至洞庙河间进行，曲线粘着试验分别在北京环行铁道及唐遵铁路上进行。试验结果显示，与相同轴重、装有传统转向架且带轮轨润滑装置的东风8B型机车相比，东风8B型7001号机车的径向转向架冲角大约为前者的一半，轮轨横向力下降了约30%，而轮缘磨耗仅为前者的16%，在半径为300米的曲线上可提高粘着系数约7%。2001年5月下旬，东风8B型7001号机车交付上海铁路局南翔机务段进行运用考核，同年7月开始在沪杭铁路担当货运牵引任务，至2002年7月完成了15万公里运行考核后返厂对转向架进行拆解检验，未发现设计及制造上的重大缺陷。2002年9月，东风8B型机车径向转向架通过了铁道部科技成果鉴定。
而在戚墅堰机车车辆厂、大连机车车辆厂试制径向转向架机车的同时，资阳内燃机车厂亦决定研制径向转向架与之竞争，但采用了直接与易安迪公司合作、引进HTCR径向转向架技术的“捷径”以缩短研发时间。1999年，资阳内燃机车厂利用铁道部为中车公司投入的技术改造资金，与易安迪公司就引进HTCR径向转向架的设计和加工焊接技术开展技术谈判。2000年，资阳内燃机车厂与铁道部科技教育司签订《采用径向转向架技术的东风8B型机车研制》科技开发合同，并且被列为2001年国家重大技术装备国产化创新研制项目。2001年6月8日，资阳内燃机车厂、中国机械进出口公司与易安迪公司三方在北京签订HTCR径向转向架技术的生产许可证转让合同。合同规定以易安迪公司为主导，资阳内燃机车厂派出设计人员赴美接受培训，双方于2003年共同完成东风8B型机车径向转向架的图纸设计。当时，资阳机车内燃厂曾对径向转向架寄予厚望，为此投资近3000万元人民币，计划用五年左右时间，以东风8B型机车为起点，通过对HTCR径向转向架技术的消化吸收和国产化创新，开发出适合国内内燃机车和电力机车使用径向转向架系列产品。2003年，资阳机车厂完成换装径向转向架之东风8B型机车的设计。同年6月，该项目进入样架试制阶段，美方专家来厂指导试制工作；同年9月，由资阳机车厂焊接的试验构架经过检测，加工尺寸及形位公差均达到易安迪公司设计图纸要求，并于同年10月在铁科院完成疲劳强度试验。同年底，易安迪公司将转向架的全部设计图纸移交资阳机车厂。
2004年5月，资阳机车厂试制出东风8B型5507号、5508号两台装用HTCR径向转向架的机车，并于同年6月通过铁道部科技司主持的技术设计审查。2004年6月底至8月初，该两台机车在北京环形铁道、京秦铁路、京承铁路、唐遵铁路进行了动力学性能安全评估、牵引性能、曲线粘着、制动性能以及冲角测试等试验项目，最高试验速度达132公里/小时。此外，期间该两台机车还参加了铁道部在北京举行第二次新造机车质量展示会。2004年12月起，两台机车配属郑州铁路局新乡机务段，开始进行15万公里运用考核。试验结果显示，与常規转向架（测试时将径向机构锁定来模拟常規转向架）相比，径向转向架的轮轨冲角和曲线粘着下降程度明显减小，机车横向振动和平稳性优于东风8B型7001号机车，但脱轨系数、轮重减载率等指标比东风8B型7001号机车大，而且垂向振动加速度有部分超出了评定标准。为了找出机车震动大的原因，工厂对转向架结构、悬挂参数、振动频谱作详细分析，据此调节了悬挂系统刚度和单元制动器磨耗板间隙，并在成渝铁路和新兖铁路进行了多次调整试验。2005年1月，对转向架经过调整后的东风8B型5508号机车，在京广铁路郑州至广水之间进行径向转向架动力学性能补充试验，机车在各个速度的垂向振动加速度均有所改善，基本解决了机车非正常垂向振动的问题。至2005年11月，两台机车分别完成15万公里运用考核，期间转向架并未发生任何严重故障，平均轮缘磨耗比采用常規转向架的同型机车减少了逾60%。随后，两台机车返回资阳厂拆解检验。2006年4月，采用HTCR径向转向架的东风8B型机车通过铁道部的标准化审查。2006年12月，通过四川省科学技术成果鉴定。
随着铁道部实施“铁路跨越式发展”战略，中国铁路技术政策发生重大转变，对于径向转向架机车的重视程度已不如以往，戚墅堰机车车辆厂、资阳机车厂试制的径向转向架机车均未投入批量生产。当时，戚墅堰机车车辆厂为推广和运用径向转向架技术，曾经提出研制采用径向转向架的东风11C型柴油机车（工厂内部代号）的建议，将东风8B型7001号机车的径向转向架技术移植到东风11型机车的全悬挂转向架上，以满足曲线多且半径小的山区铁路提速的需求，并与西南交通大学共同就140公里/小时架悬式径向转向架进行动力学分析计算。此外，资阳机车厂也曾计划将HTCR径向转向架技术移植到韶山3B型电力机车上，该项目于2005年列入铁道部科技研究开发计划，并与铁道部科技司签订了《径向转向架韶山3B型电力机车的研制》合同。虽然上述两个项目都因技术政策原因而搁置了试制计划，但在东风8B型机车上经过验证的径向转向架技术也在其他车型上得到延续。例如，由四方机车车辆厂于2003年为昆明铁路局研制的东风21型米轨内燃机车，便采用了径向调节机构和东风8B型7001号机车相同的径向转向架。资阳机车厂于2005年研制的东风8DJ型交流传动内燃机车，亦采用了国产化的HTCR径向转向架。东风8B型7001号机车完成运用考核后，配属上海铁路局南翔机务段运用，后来于2007年转配西安铁路局新丰镇机务段，并于2012年转配南宁铁路局柳州机务段。东风8B型5507号、5508号机车完成试验后回厂封存，后来由陕西西延铁路有限责任公司延安北机务段租用到2009年，返厂整修后又被租给阳涉铁路有限责任公司。

### 高原型机车
青藏铁路第一期工程（西宁至格尔木段）于1979年修通、1984年交付营运，但第二期工程（格尔木至拉萨段）限于当时的经济和技术水平而停建。1998年，铁道部安排设计单位对青藏铁路格拉段进行预可行性研究，并对包括高原铁路机车车辆选型在内的工程技术问题进行专题研究。2000年12月1日，铁道部向国家计委报送了青藏铁路项目建议书。2001年2月，国务院总理办公会议正式批准建设青藏铁路。2001年6月，青藏铁路二期工程正式全面开工建设。由于铁道部第一勘察设计院等单位在进行青藏铁路格拉段设计时，客、货运机车的初步选型是按照东风11型、东风8B型机车为基础，因此青藏铁路高原内燃机车的研制任务自然而然交给了戚墅堰机车车辆厂。2001年初，戚墅堰机车车辆厂已经设立了青藏高原内燃机车研制课题组，对高原机车各部分的设计进行专项研究。2001年1月12日，戚墅堰机车车辆厂在铁道部召开的青藏铁路机车车辆及供电技术研讨会上，提交了青藏铁路选用280系列大功率内燃机车的可行性分析报告。由于青藏铁路格拉段的特殊环境对机车车辆的要求已超出既有铁路技术规范和标准，同年铁道部指示中国铁道科学研究院与相关设计院、机车制造厂、铁路局等单位协作，进行高原实地调研、牵引模拟计算及综合技术研究，为青藏铁路格拉段制定机车车辆技术条件。2001年10月，铁道部在北京召开青藏铁路（格拉段）机车车辆总体技术条件讨论会，正式确定了研制高原内燃机车的总体技术要求。青藏铁路格拉段专用内燃机车的主要技术条件包括：满足12辆客车编组、2,000吨货车的牵引需要，客运及货运列车的最高速度分别为120公里/小时和100公里/小时，机车轴重限值为23吨，双机牵引时在海拔5,100米处的轮周牵引总功率不得低于6,000马力（4,400千瓦），电阻制动的轮周制动总功率不得低于5,800马力（4,300千瓦），柴油机功率能随海拔高度的变化进行自动修正，并需采用适应高原环境的高温冷却系统、涡轮增压器、电机电器设备。
2002年3月，戚墅堰机车车辆厂完成了青藏高原货运内燃机车的技术设计。同年4月底，铁道部科技司在北京主持召开了青藏线机车技术方案审查会，批准了戚墅堰机车车辆厂在东风8B型机车基础上进行高原适应性改造的设计方案。2002年5月，铁道部科技司与戚墅堰机车车辆厂签订了《青藏线高原内燃机车的研制及线路试验》科研项目合同，要求同年底前完成两台高原内燃机车样车的试制。同年6月初，工厂完成了机车施工图纸设计，开始进入试制阶段。2002年10月底，戚墅堰机车车辆厂完成两台高原内燃机车的试制。同年11月7日，铁道部运输局装备部正式将这两台机车定型为东风8B型9001号、9002号，同时工厂还为其命名为“雪域神舟”号。“雪域神舟”号机车是以一般的东风8B型货运机车为基础，因应青藏铁路沿线高海拔和恶劣气候而设计的高原货运内燃机车，机车仍然使用原来的16V280ZJA型柴油机，但改为使用超高压比的ABB TPL 61-A30型涡轮增压器，并可通过微机控制使柴油机功率随海拔高度自动修正，从而使柴油机在海拔5,100米处仍可输出达3,670马力（2,700千瓦）的功率。柴油机进气滤清器则参考了用于兰新铁路的东风11型机车，采用由四层钢丝网、多旋流管式空气滤清器、纸质滤清器组成的三级空气滤清系统。蓄电池选用低温性能较好的镍镉碱性蓄电池，保障低温环境下柴油机的启动。该机车还采用了全封闭的加压冷却水系统、带有承载式燃油箱的车体底架、防紫外线镀膜玻璃、变压吸附式制氧机、防雷接地装置等新技术吗，并增设双机制动重联和双管供风系统。为解决高原特殊环境对电气绝缘效能、电机绕组温升和电器电弧分断三个方面的影响，永济电机厂与昆明电器科学研究所合作进行了电机、电器的高原效能试验，并以此为依据为“雪域神舟”号机车研制出JF204G型同步发电机、ZD125型牵引电动机。
鉴于当时世界上从未进行过如此高海拔的大功率机车性能检测，铁科院为此特别制定了在青藏高原特殊环境条件下的机车试验方法和试验大纲。根据铁道部运输局装备部的安排，东风8B型9001号、9002号机车暂时交由兰州铁路局支配，出租给中铁一局集团南山口机务段运用。两台机车于2002年12月7日离开工厂，于12月14日到达兰州铁路局格尔木机务段，从12月28日起开始在已完成铺轨的南山口至望昆段间投入运用考核，负责牵引运送铁路建设物资的货物列车。2003年1月，研究人员利用冬季施工间隙，分别在格尔木（海拔2,832米）、纳赤台（海拔3,575米）、望昆（海拔4,576米）三个地点，对“雪域神舟”号机车进行了冬季防寒测试、启动牵引力测试及柴油机功率调整试验。同年8月，根据铁道部要求再次对机车进行高原综合性能试验，试验地点位于纳赤台（海拔3,575米）、玉珠峰（海拔4,159米）、4771米的昆仑山口（海拔4,771米）和不冻泉（海拔4,611米），在每个海拔点分别完成柴油机功率修正、机车冷却性能试验、电阻制动性能、牵引性能试验（2,300吨）、隧道内柴油机功率调整试验、电机温升及增压器流量试验，并在100多公里连续20‰长坡道和全长1,686米的昆仑山隧道进行运行考核。试验结果表明，机车各项性能数据基本达到设计要求，柴油机在不冻泉试验时的输出功率为3,960马力（2,913千瓦），在海拔高度4,500米处换算至半磨耗状态的最大起动牵引力为446.5千牛（设计值为442千牛）。通过这次试验，得出了柴油机功率随大气温度和海拔高度的变化关系数据。若按海拔高度每升高1,000米、柴油机功率下降480马力（353千瓦）计算，“雪域神舟”号机车在到达青藏铁路最高点唐古拉山垭口（海拔5,072米）时，预期柴油机输出功率应可达到3,840马力（2,750千瓦）。同时，在试验中亦发现了柴油机低温冷却水系统冷却能力不足的问题，随后戚墅堰机车车辆厂对此冷却水系统进行了改良，将其中8个双流道散热器全部并入低温冷却水系统，解决了机油温度过高的问题。
“雪域神舟”号曾经有望成为青藏铁路的主力牵引机车，但刘志军从2003年3月出任铁道部部长后随即提出“铁路跨越式发展”战略，指出中国铁路不能继续在原有基础上慢慢前进，而应该通过以市场换技术，把引进技术和自主创新结合起来，最短时间内提高中国铁路技术装备的水平。同时，刘志军明确提出“要把青藏铁路建设成世界一流的高原铁路，必须实现三个目标：把旅客列车在全线运行时间压缩到最短；全线行车设备实现免维修；沿线基本实现无人管理”，因而对青藏铁路使用的机车提出了更高的要求。为此，铁道部派出专家组赴秘鲁考察当地高原铁路，赴美国考察大功率内燃机车的生产和使用情况，并以此确定了青藏铁路的机车运用模式，重新制定了青藏铁路机车的总体技术要求。最终实施的《青藏线交流内燃机车技术条件》主要内容包括：牵引动力采用客货通用型内燃机车，需满足16辆客车编组、3,000吨货车的牵引需要，非冻土地带的最高运行速度为120公里/小时，冻土地带的最高运行速度为100公里/小时；为保护青藏铁路沿线的生态环境，需采用低噪声、低排放、低燃油消耗率的柴油机；机车各个部件的设计均需把可靠性作为首要考虑。由于交流牵引电动机的簧下重量较轻，机车通过冻土地带时对轨道的冲击较小，而且较大的恒功率范围使客货通用型机车得以实现，不必再分为货运机车、客运机车两种车型，因此铁道部将交流传动列入青藏铁路机车的必要技术条件，换言之将直流传动的东风8B型机车排除在选择之外。2003年起，铁道部分别与通用电气公司和易安迪公司就青藏铁路机车购置和技术引进展开谈判。由于中国对于通用电气公司的7FDL系列柴油机更为熟悉，而且通用电气公司承诺以后可转让其最新的GEVO系列柴油机技术，最终通用电气于2004年10月获得为青藏铁路提供78台NJ2型柴油机车的订单，并为2005年落实的6,000马力大功率交流传动内燃机车采购和技术引进项目奠定了基础。
2006年1月，为配合青藏铁路即将于同年7月1日开通试运营，铁道部运输局装备部向戚墅堰机车车辆厂订购了10台东风8B型高原机车，以应付青藏铁路西格段日益增长的运量，并满足格拉段在NJ2型柴油机车全部交付前的营运需要。根据铁道部要求“尽量少改动，但又能基本满足青藏线运用”的原则，这批机车保留了“雪域神舟”号机车大多数针对高原环境的设计和特点，例如柴油机功率修正、加压冷却水系统、双机重联控制、高原电气设备等，但采用了国产的ZN310-LSA4QG型高原增压器代替进口增压器，也没有采用电气室车顶夹层独立通风系统和整体承载式燃油箱，以降低制造成本。2006年2月，东风8B型9003号~9012号机车出厂并配属青藏铁路公司达格尔木机务段。2007年6月28曰，“雪域神舟”号机车通过中国南车科技成果审定。2015年，青海地方铁路建设投资有限公司向中车戚墅堰机车有限公司订购5台东风8B型高原机车，东风8B型9013号~9014号机车于2015年底交付，东风8B型9015号~9017号机车于2016年初交付，在位于柴达木盆地的锡北铁路投入服务。

## 运用情况

### 中国国家铁路
中国国家铁路系统当中使用东风8B型机车的铁路局集团公司包括上海局集团公司（原上海铁路局）、北京局集团公司（原北京铁路局）、济南局集团公司（原济南铁路局）、郑州局集团公司（原郑州铁路局）、武汉局集团公司（原武汉铁路局）、西安局集团公司（原西安铁路局）、兰州局集团公司（原兰州铁路局）、乌鲁木齐局集团公司（原乌鲁木齐铁路局）、青藏集团有限公司（青藏铁路公司）、呼和浩特局集团公司（原呼和浩特铁路局）、太原局集团公司（原太原铁路局）、沈阳局集团公司（原沈阳铁路局）、哈尔滨局集团公司（原哈尔滨铁路局）、南宁局集团公司（原南宁铁路局）、成都局集团公司（原成都铁路局）、昆明局集团公司（原昆明铁路局）。

### 地方铁路及工矿企业用户
拥有东风8B型机车的地方铁路、合资铁路企业包括内蒙古集通铁路公司、天津市铁路集团公司（天津南环铁路有限公司）、山西阳涉地方铁路公司、山西晋神铁路有限公司、山西武沁铁路有限公司、四川归连铁路有限公司、山东高速轨道交通集团有限公司岚山管理处、河南郑新铁路有限责任公司、青海地方铁路建设投资有限公司、陕西红柠铁路有限责任公司、陕西西延铁路有限责任公司、陕西宝麟铁路有限责任公司、荆州市地方铁路管理局、唐山京唐铁路有限公司、浙江金温铁道开发有限公司等。
东风8B型机车的其他用户包括山西晋城无烟煤矿业集团、大同煤矿集团轩岗煤电公司、山西汾西矿业集团公司、太钢集团代县矿业公司、潞安新疆煤化工集团公司（三道岭煤矿）、中煤昔阳能源公司白羊岭煤矿、西山煤电集团有限公司、陕西煤业化工集团有限公司、陕西陕煤铜川矿业有限公司、国家电投赤大白铁路公司（内蒙古中电物流路港有限责任公司赤峰铁路分公司）、淮河能源控股集团、淮南矿业集团、蒲白矿业有限公司、宁夏宁东铁路有限公司、河南大有能源股份有限公司、山东能源枣庄矿业集团、广汇能源股份有限公司、神华宝日希勒能源有限公司、国家能源集团包神铁路集团、中铁一局集团新运工程有限公司、中铁三局运输工程分公司、中铁四局八分公司朔黄运输分处、中铁十一局集团有限公司、中铁十五局集团轨道运营公司、中铁十六局集团铁运工程有限公司、中铁二十局集团四公司第一铁路运输分公司、中铁二十四局集团有限公司（第一、第二铁路运输分公司）等。

## 技术特点

### 总体布置

#### 车体结构

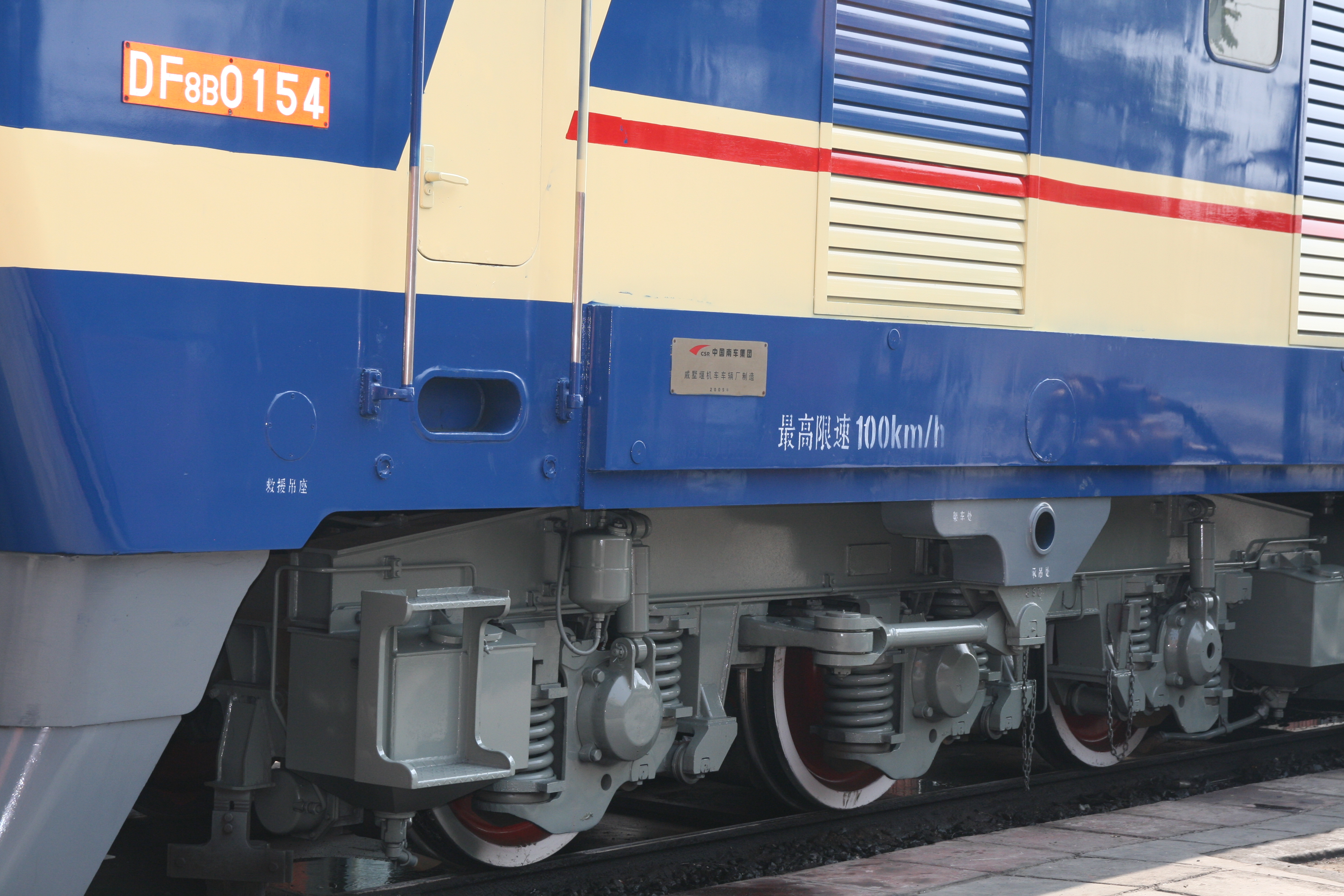
东风8B型机车转向架，可见压铁凸出于车体中部

东风8B型柴油机车是干线货运用的六轴柴油机车，机车标称功率为4,157马力（3,100千瓦），构造速度为100公里/小时，运转整备重量为150吨（有压铁）或138吨（无压铁），轴重为25吨（有压铁）或23吨（无压铁）。机车采用双端司机室、双侧内走廊式、全钢焊接结构的桁架式侧墙承载车体，取代了东风8型机车车体的框架式侧壁承载结构，以提高车体钢结构的强度和刚度。车钩中心线间距为22,000毫米，车架长度为20,900毫米，车体宽度为3,304毫米，车体高度为4,736毫米。车体由左右侧壁、底架、车顶、内部隔墙、两端司机室等部分焊接在一起，共同承受垂直载荷和纵向载荷，车体主要骨架采用Q345高强度低合金钢材，车体侧壁采用全桁架式承载结构，并增加了车体外部蒙皮钢板的厚度。与东风8型机车相比，东风8B型机车的承载车体钢结构重量由21.7吨降低到20.05吨，相当于每延米重量由1.009吨降低到0.933吨，承载车体重量占机车总重的比例由15.7%降至13.4%，但整体强度和刚度都比东风8型机车大为提升。
由于在机车内部加压铁会导致重心上移、减少内部空间等缺点，因此东风8B型机车采取了比较独特的加压铁方式，即在机车车体侧梁外部两侧各加一块长条形钢板，既不会增加车体中部负荷，也不参与承载或影响轴重分配，这个方法并由戚墅堰机车车辆厂申请了专利。东风8B型机车可以通过加、减压铁的方法，方便地实现23吨或25吨轴重的转换。机车两端均设有同等功能的司机室，可双向操纵机车。司机室前窗玻璃后倾角为15°，而司机室正面下部设计成向内侧倾斜的20°后倾角，车头中间部分设有向前突出、高度为300毫米的气动型面，近照灯及标志灯装设在该部分平面内。早期出厂机车均带有棱角分明的司机室顶盖，整个前照灯置于顶盖内部；而后期配备标准化司机室的机车改用带有圆弧过渡的司机室顶盖，前照灯凸出于车顶前缘的圆弧过渡段。车体底架两端装有13号下作用车钩、MT-3型牵引缓冲装置和排障器。为了便于检修柴油机和拆装车内部件，电气室、动力室、辅助室均采用活动式顶盖，动力室顶盖上另外还设有八个小盖，其大小足以吊装柴油机气缸盖和活塞组。 车体底架下部两台转向架之间吊挂着一个可拆式燃油箱（0001号~0012号机车的燃油箱容量为8,500升，从0013号机车起加大到9,000升）；燃油箱左右两侧设有铅酸蓄电池组，燃油箱前后两端各有一个总风缸。而高原型机车当中只有9001号、9002号机车使用容量为8,000升的承载式燃油箱，且两个总风缸均置于燃油箱的后端，并使用低温性能较好的阀控式镍镉碱性蓄电池，而后续生产的9003号~9017号机车则仍然使用容量为9,000升的可拆式燃油箱，蓄电池组和总风缸的形式均与一般的东风8B型机车相同。
资阳机车厂生产的东风8B型5507号、5508号机车因使用了易安迪HTCR径向转向架，故车体结构设计与一般的东风8B型机车有所不同。由于采用径向转向架之后转向架中心距离增大，转向架旁承结构也和常规转向架不同，需要提高车体底架的承载能力以满足强度和刚度的要求，因此对底架各部分均作出了强化，车体钢结构骨架亦改用屈服强度较高的Q345C低合金钢材。车体侧墙由桁架式承载结构改为桁架—框架组合式承载结构，以便在车体侧墙安装单元式空气滤清装置。车钩中心线间距保持为22,000毫米，车体宽度为3,100毫米，车体高度为4,520毫米，牵引座间距离则由12,300毫米加大到13,820毫米。由于转向架自重和车体底架结构重量增加，在满足轴重25吨的前提下无需再于车体两侧安装压铁。

#### 设备布置
机车车体从前到后依次为第一司机室、电气室、动力室、冷却室、辅助室、第二司机室。
司机室内设备布置引入了人机工程学的设计原理，增强了操纵台上各类仪表、显示、控制装置的可接近性，在机车运行方向的左侧设有包含司机控制器、换向手柄、各种操纵按钮、空气制动阀、仪表和信号显示装置等设备的司机操纵台，右侧设有副司机座席。东风8B型0001号～0012号机车采用沙尔特宝TKS11型圆盘式有档无级、电位器型司机控制器，从东风8B型0013号起到实施标准化司机室之前的机车采用沙尔特宝TKS10型圆盘式有档有级、编码型司机控制器，而标准化司机室的东风8B型机车则改为使用QS1-04型手柄式有档有级、编码型司机控制器。司机室内还设有供乘务人员使用的电暖器、电炉、电冰箱等设施，第一司机室后壁另设有手制动装置手柄，司机室内壁填充玻璃棉吸音材料和复合多孔铝板。从1999年生产的东风8B型0009号机车开始，在司机室顶盖上加装了空调装置。从2002年下半年起，由戚墅堰机车车辆厂生产的东风8B型0020号机车、资阳机车厂生产的东风8B型5275号机车开始改为采用标准化司机室，司机操纵台的各项设备布置均按照铁道部的标准化规定。除此之外，用于青藏铁路格拉段的东风8B型9001号、9002号机车还在司机室上部安装有变压吸附式制氧机，有面罩供氧和整仓供氧两种方式供司机选择。
电气室内设有高压电器控制柜、低压电器控制柜、主整流柜、行车安全设备、微机控制柜，电气室下部设有主发电机及主整流柜通风机、前转向架牵引电动机通风机，隔墙上部设有空调电源装置和制动控制装置，电气室两侧车身上均设有百叶窗口供上述设备通风；而东风8B型9001号、9002号机车的电气室则采用车顶夹层独立通风系统，顶盖内设有夹层风道和空气滤清装置，直接从车外抽气供主整流柜通风机、前转向架牵引电动机通风机使用。位于机车中部的动力室安装了一套柴油发电机组，并设有空气滤清器、燃油滤清器、燃油输送泵、燃油预热器等辅助设备；动力室内靠近电气室的一端设有励磁整流柜、前变速箱和相关设备，前变速箱通过万向轴与主发电机输出端连接，并通过该变速箱驱动励磁机、起动发电机、测速发电机、前转向架牵引电动机通风机。两台电阻制动柜并列于电气室与动力室之间隔墙的顶部。动力室内靠近冷却室的隔墙上设有膨胀水箱。此外，作为交流辅助传动技术验证平台的东风8B型0074号、0075号机车，在动力室的两侧设有一对侧门以便设备安装及检修，但以后生产的东风8B型机车并未延续这一设计。
冷却室设有冷却水系统和散热装置，冷却室顶部装有V形结构的双流道铜制散热器，以及两个直径为1,600毫米的轴流式冷却风扇，冷却风扇由静液压马达传动。机车设有两套独立的循环冷却水系统，分别为冷却柴油机、增压器的高温冷却水系统，以及冷却增压空气、机油、静液压传动油的低温冷却水系统，高、低温循环冷却水系统共用48个双流道铜散热器单节。由于高原低气压环境降低了水的沸点，因此高原型机车采用全封闭的加压冷却系统，确保在最高海拔5,100米的条件下冷却水系统内压力不低于1个大气压，冷却水的沸点不低于100℃。散热器下方设有一台由柴油机自由端经万向轴驱动的后变速箱，以及由后变速箱带动的静液压泵、后转向架牵引电动机通风机。此外，冷却室内并设有机油热交换器、机油滤清器、空气压缩机、静液压油热交换器、静液压系统油箱等，静液压油采用油—空气散热器冷却。辅助室内装有预热锅炉、风源净化装置、第二司机室的空调控制装置。

### 动力装置

#### 柴油机
东风8B型机车装用一台由戚墅堰机车车辆厂制造的16V280ZJA型柴油机，属于280/285系列柴油机产品之一。16V280ZJA型柴油机是一款16气缸、四冲程、V型结构、直接喷射、开式燃烧室、废气涡轮增压、增压空气中间冷却的中速柴油机。气缸内径为280毫米，活塞行程为285毫米，气缸夹角为50°，额定转速为每分钟1,000转，最低空载转速为每分钟400转，标定工况下的平均有效压力为1.65兆帕（每平方厘米16.82公斤），UIC标定功率为5,250马力（3,860千瓦），装车运用功率为5,000马力（3,680千瓦），额定满功率运转时的燃油消耗率为153克/有效马力·小时（208克/有效千瓦·小时）。
16V280ZJA型柴油机的基本结构与16V280ZJ型柴油机大致相同，同样采用了由球墨铸铁整体铸造而成的机体，消除了因机体焊缝疲劳造成板材裂纹的隐患。机体由气缸体和曲轴箱共同构成，机体的横截面形状为六边形，并采用了悬挂式曲轴支承结构和半隧道式曲轴箱。柴油机采用由42CrMo高强度合金钢锻坯全纤维挤压成形的全加工氮化曲轴、带内冷油腔振荡冷却的钢顶铝裙组合式活塞、合金钢锻造全加工并列式连杆、高强度合金铸铁气缸盖、合金硼铸铁湿式气缸套。燃油喷射系统采用了单体式喷油泵和多孔闭式喷油器。在左右两列气缸之间的V形夹角空间内，设有机油主油道、冷却水进水道和空气腔，在其上方装有与空气腔相通的空气稳压箱；两台增压器分别装在空气腔上方的两端，中间设有两台铝制中冷器。气缸排出的废气通过排气管分别进入两台涡轮增压器推动涡轮后排出，而新鲜空气由安装在车体上的空气滤清器吸入，经增压器增压后流经中冷器进行冷却，然后通过空气稳压箱和进气支管进入各个气缸。
柴油机调速系统采用伍德沃德PGMV调速器，由司机控制器主手柄控制调速器驱动装置，以控制柴油机调速器中的步进电机，实现对柴油机的有档无级调速控制。柴油机由ZQF-80型或ZQF-412型起动发电机起动，其电源由蓄电池供给。柴油机完成起动后，启动发电机由直流串励电动机变为直流他励发电机，并通过电压调整器输出110伏特直流电，作为辅助发电机使用，用来给蓄电池充电并和向辅助电路及控制电路供电。

#### 增压器
柴油机的涡轮增压采用模件式串接脉冲转换器增压系统（MPC），将每个气缸的排气管设计成相同的脉冲转换器，通过过渡管将气流引入增压器。东风8B型机车可选用江津增压器厂引进ABB公司专利生产的VTC254-13G型增压器，或者由大连机车研究所专门为16V280ZJA型柴油机研制的ZN310-LSA4型增压器。与VTC254-13G型增压器相比，ZN310-LSA4型增压器在柴油机转速为每分钟1,000转、标定功率为5,500马力（4,044千瓦）的测试条件下，燃油消耗率下降了2.13克/有效千瓦·小时，气缸排气温度下降了22°C。高原型机车因应空气稀薄的高原环境，必须提高涡轮增压器的压比，以确保有足够空气进入气缸。根据东风11型柴油机车于2000年进行的高原功率修正试验数据，如果采用原来的VTC254-13G型增压器，推算在海拔5,000米的柴油机输出功率只能达到约3,400马力（2,500千瓦）。因此，首两台高原型机车选用高效率区更为广阔的ABB TPL 61-A30型涡轮增压器。与VTC254-13G型增压器相比，该增压器的最高转速由每分钟32,100转提升至33,600转，压比由2.82提高到4.5，在海拔2,800米的柴油机装车功率可达4,620马力（3,400千瓦），在海拔5,100米的柴油机装车功率可达3,670马力（2,700千瓦）；高原型机车并设有海拔高度仪，通过微机控制使柴油机功率随海拔高度自动修正，以充分利用不同海拔下的柴油机功率。至于在2006年小批量生产的高原型机车（9003~9012）则因价格因素，改为使用由大连机车研究所专门为青藏铁路研制的ZN310-LSA4QG型增压器。

#### 空气滤清器
东风8B型机车的柴油机进气装置早期曾采用二级空气滤清系统，第一级为借鉴自ND5型柴油机车的多旋流管式惯性过滤器，第二级为与东风8型柴油机车相同的铝板网空气滤清器；而使用于大风沙地区的机车则使用四级空气滤清装置，分别为车身外侧防沙网、多旋流管式惯性过滤器、纸质滤芯细滤器、钢板网滤清器。2002年，为了提高空气滤清系统的防风沙能力，资阳机车厂为东风8B型机车研制出单元式空气滤清装置，车身左右两侧各安装了6个单元式空气滤清装置，每个滤清单元由一个多旋流管式空气滤清器和与之额定流量匹配的三个纸质滤清器安装在一个密封箱体内，与车身外侧防沙网、油浸式钢板网构成四级滤清系统。而在戚墅堰机车车辆厂于2002年制造的东风8B型9001号、9002号机车上，则使用由四层钢丝网、多旋流管式空气滤清器、纸质滤清器组成的三级空气滤清系统，车身左右两侧各安装了5个进风口。2010年，南车戚墅堰机车公司借鉴NJ2型柴油机车、HXN5型柴油机车的滤清器设计，为东风8B型机车研制了采用袋式滤清器的单元式空气滤清装置，以玻璃纤维袋式滤清器代替原来的纸质滤清器。

### 传动系统
东风8B型机车采用交—直流电传动装置，柴油机曲轴通过大圆盘薄板联轴节与同步发电机联接。从交流同步发电机发出的三相交流电，经由硅二极管组成的三相桥式整流装置整流为直流电后，再将电能输送给两台转向架上的六台并联连接的直流牵引电动机，通过传动齿轮驱动轮对。

#### 牵引发电机
牵引发电机采用由永济电机厂研制的JF204D型三相交流同步发电机，它是在东风11型机车使用之JF204C型同步发电机的基础上改进而成，同样吸收了通用电气GTA24A3型主发电机的部分技术。额定容量为3,700千伏安，额定电压为540／770伏特，额定电流为3,955／2,775安培，额定转速为每分钟1,000转，定子及转子绝缘等级均为H级，冷却方式为轴向强迫通风，主发电机净重为6,032公斤。牵引发电机的励磁电流由一台三相感应子交流发电机供给。东风8B型机车与东风11型机车均使用永济电机厂制造之JGL-405B型励磁机，它是在东风9型机车使用之JGL-405A型励磁机的基础上取消了去磁绕组，并将励磁绕组和电枢绕组改为安装在定子上。励磁机由柴油机通过启动变速箱驱动，其发出的交流电经励磁整流器转换为直流电后，给发电机的转子励磁绕组励磁。
除此之外，考虑到高原低气压、低温环境对电气绝缘效能和电机绕组温升的影响，永济电机厂于2002年研制出JF204G型同步发电机，供东风8B型9001号、9002号机车配套使用。2004年，根据机车应用交流辅助传动系统的配套需要，永济电机厂在JF204D型同步发电机的基础上，研制出无刷励磁的JF204J型同步发电机，并在部分东风8B型机车上装车试用，其性能参数和外形尺寸均与前者相同。同年， 永济电机厂还为阳涉铁路有限责任公司订购的东风8B型机车研制了JF204K型同步发电机，该型发电机根据用户要求稍微加大了额定电压和电流，其额定容量为3,700千伏安，额定电压为515／780伏特，额定电流为4,155／2,738安培。

#### 整流装置
牵引发电机发出的三相交流电由硅整流装置转换成直流电，由风冷式硅二极管元件组成三相桥式全波整流电路。东风8B型机车装有一台GTF-5100/1000型主整流柜。整流装置有六个串联的整流桥臂，每一桥臂有四个并联的ZP2000-28型风冷平板式整流二极管，每台整流柜共24个二极管元件。整流装置的最大直流输出电压为1,000伏特，额定直流输出电流为5,100安培。

#### 牵引电动机
牵引电动机采用由永济电机厂研制的ZD109C型四极串励直流电动机，它是在东风4E型机车使用之ZD109A型牵引电动机的基础上改进而成，主要特点是采用抱轴瓦焊接机座，换向器端轴头装有测速齿盘，电枢绕组采用Nomex纸包槽形绝缘结构，主、附极线圈采用压型的一体化结构，定子、转子采用真空压力浸漆处理。额定功率为530千瓦，额定电压为670伏特，额定电流为845安培，额定转速为每分钟770转，最高转速为每分钟2,385转，最大恒功率转速为每分钟2,190转，定子及电枢绝缘等级均为H级，冷却方式为强迫通风。为扩大机车的恒功率速度范围，可以在牵引电动机励磁绕组接入并联分流电阻，对牵引电动机使用一级磁场削弱，磁场削弱率为54%。
2002年，考虑到低气压、低温环境对电气绝缘效能和电机绕组温升的影响，永济电机厂为东风8B型9001号、9002号机车研制了ZD125型直流牵引电动机。2004年，永济电机厂为阳涉铁路有限责任公司订购的东风8B型机车研制了ZD109K型直流牵引电动机，该型发电机根据用户要求加大了额定电压和电流，其额定功率为630千瓦，额定电压为750伏特，额定电流为900安培，额定转速为每分钟846转

#### 电阻制动装置
在电阻制动工况时，牵引电动机变为他励直流发电机工作，六个激磁绕组全部串联并由牵引发电机经硅整流柜供电，牵引电动机发出的电流输入到两台T733B型卧式制动电阻柜，将电能通过电阻器转化为热能消耗掉。每台电阻柜的制动功率为2,350马力（1,750千瓦），机车轮周制动持续功率可达4,080马力（3,000千瓦），最大制动电流限制为650安培。最大制动力可达280.5千牛，对应机车速度为38.5公里/小时。励磁电流和制动电流是由微机控制系统所控制，当牵引电动机转速超过每分钟1,768转时（对应车速超过75公里/小时），牵引电动机电枢电流从最大值开始呈线性减小。为了使机车在低速状态下也能发挥较大的制动力，东风8B型机车还可采用二级电阻制动，当车速降至25公里/小时（对应牵引电动机转速为每分钟509转）自动短接一半电阻，当车速达到30公里/小时（对应牵引电动机转速为每分钟707转）则恢复一级电阻制动。此外，机车还可以利用制动电阻作为负载来进行柴油机全功率自负荷试验。

#### 辅助传动系统
2002年，中国南车集团戚墅堰机车车辆厂、资阳机车厂和株洲南车时代电气股份有限公司与铁道部签订了关于“内燃机车交流辅助传动系统”的科技研究开发计划项目合同，共同为东风8B型机车设计和研制变频交流辅助传动系统，取代传统的静液压传动系统和机械传动装置，以降低辅助传动系统的功率消耗和故障率。使用交流辅助传动系统的东风8B型机车改用无刷励磁的三相交流同步主发电机，取消了主发电机的励磁机和励磁整流柜；前变速箱经重新设计以用来驱动新增的JF417B型无刷励磁交流辅助发电机；后变速箱亦作出变更以驱动从机车前部转移过来的励磁机，并且在冷却室内安装了一台TGF42-4C型辅助变流柜。原本由机械传动装置驱动的主发电机通风机、前转向架牵引电动机通风机、后转向架牵引电动机通风机，以及原本由静液压马达驱动的两台冷却风扇均改用三相鼠笼式异步电动机驱动。该系统由逻辑控制单元自动控制，冷却风扇的启动和调速采用逆变器变频控制，电阻制动时回收的电能亦可作为交流辅助传动系统的电源。
2004年10月，戚墅堰机车车辆厂在东风8B型0074号、0075号机车首次配备了变频交流辅助传动系统，配属上海铁路局合肥机务段进行运用试验。同月，资阳机车厂亦试制出采用交流辅助传动系统的东风8B型5474号机车，并配属北京铁路局唐山机务段投入30万公里运用考核。2006年6月，该机车在唐山机务段与未采用交流辅助传动系统的东风8B型5196号机车进行了对比试验，试验结果显示，东风8B型5474号机车的辅助功率消耗和燃油消耗明显低于后者。2006年起，部分新造的东风8B型机车开始应用户要求使用交流辅助传动系统，部分早期生产的机车亦进行了交流辅助传动系统的升级改造（后期改造机车将主发电机通风机改为由前变速箱直接驱动，节省一台交流电动机），乌鲁木齐机务段的东风8B型5177号机车便是第一台进行交流辅助传动改造的机车。

### 控制系统
东风8B型机车采用具有防空转与防滑行控制功能的微机控制系统，在机车运行时综合、分析、比较来自机车各系统的信号并以此对机车进行控制，同时亦保留了由联合调节器油马达驱动功调电阻的励磁调节装置，司机可根据实际情况切换励磁控制方式或两者同时使用。当微机励磁控制系统发生故障时，可采用油马达励磁维持机车运行。东风8B型机车自面世以来，机车控制系统也随着技术的进步而不断更新及改良，每一批次机车都针对上一批次机车有所改进，经历了从16位微机控制系统升级到32位微机控制系统、从有触点控制电器系统发展到逻辑控制单元无触点控制系统、电空接触器逐步被电磁接触器取代的过程。东风8B型机车使用的微机系统也有多种型号，最早采用由株洲电力机车研究所、大连内燃机车研究所联合研制的TPW5型微机控制系统，后来亦使用武汉正远铁路电气有限公司开发的ZY5000型、ZY5000-2型、ZY5000-2B型、ZY5000-2C型微机控制系统，株洲南车时代电气股份有限公司开发的LCS32型微机控制系统，以及洛阳恒佳机车电器有限公司生产的HTN2010型微机控制系统。

#### 功调电阻励磁调节装置
功调电阻励磁调节装置采用由联合调节器伺服油压马达带动变阻器的方式。牵引发电机的励磁电流是由励磁机发出的交流电经励磁整流柜整流后供给，而励磁机的励磁电流则是由柴油机经前变速箱驱动的测速发电机供电。测速发电机的励磁电流由110伏辅助电源提供，并经过功率调节电阻和励磁调节器控制。功率调节电阻的滑动触点由联合调节器上的功率伺服油压马达带动，它根据柴油机工作状况（欠载或过载）自动地调节可变电阻器的阻值，从而改变测速发电机的励磁电流，并经测速发电机和励磁机二级放大后，间接地改变了牵引发电机的输出功率。

#### 微机控制系统
东风8B型机车所使用的TPW5型微机控制系统，是在东风11型机车之同型系统的基础上进一步改良而成，其硬件、软件分别由株洲电力机车研究所、大连内燃机车研究所研制，系统架构及控制逻辑基本延续自中美合作研制的东风6型柴油机车，同样吸收了从通用电气公司引进的EXP车载微机控制技术。控制系统的硬件部分主要由EXP微机控制柜、两个彩色液晶显示器、各种信号传感器、信号处理变换部分、电源及辅助设备控制组件等部分组成。微机控制柜釆用符合EIA标准的机架结构，由EXP恒功励磁插件箱、辅助设备及电源插件箱、冷却风扇插箱、电源滤波器等组成。EXP恒功励磁插件箱沿用了通用电气公司的FE总线系统，设有8种类型、共11块插件板，包括中央处理器、传感器输入、频率信号输入、输入、数字信号输出、励磁控制、外部通信接口等等，微机系统以16位元的英特尔80C186微处理器为核心。信号传感器及信号处理部分用于执行各种电压、电流、温度、转速、压力信号的数据采集和处理，为微机控制系统提供有关机车行驶状态的信息。与东风11型机车相比，东风8B型机车增加了关闭防空转及油压低卸载保护的功能、牵引电动机转速传感器由有源式改为无源式，微机控制柜高度亦降低了10毫米以便于安装，并采用了10.4英寸、VGA分辨率的TFT彩色液晶显示屏，显示屏通过RS-422串行接口与微机控制柜连接。
微机控制系统除了具备恒功率励磁控制、磁场削弱过渡控制、辅助发电机电压调整、电阻制动恒制动电流或恒励磁电流等控制功能外、还具有轮对防空转防滑行、柴油机系统保护（冷却水温、机油压力、超速保护）、电气系统保护（牵引发电机过流、过压保护，牵引电动机超速保护）、柴油机自负荷试验等功能，并能自动诊断、显示、记录故障信息。微机励磁控制系统以司机控制器在各手柄挡位下的柴油机转速作为给定信号，参照对应当前柴油机转速找出系统预设的经济功率输出点，同时对传感器反馈的牵引发电机电压、电流检测信号进行处理后得出功率检测值，并将其与系统预设的功率、限压、限流给定值进行比较后产生的偏差值作为调节信号，通过比例积分运算后由PWM脉宽调制器和晶体管斩波器去控制励磁机的励磁电流，从而相应改变牵引发电机的功率。该系统不仅克服了功调电阻励磁调节装置反应时间长、动态性能差的缺点，还可以利用从功调电阻电位器取得的电压信号来修正功率给定值，达到机车牵引功率与辅助功率之间动态转移的目的。而微机系统的辅助设备控制插件则用来控制起动发电机的励磁电流，使起动发电机输出恒定的110伏特电压。
LCS32型微机控制系统是由株洲南车时代电气股份有限公司于2003年推出、以摩托罗拉MC68332微处理器为核心的32位元内燃机车控制系统。硬件架构釆用结构，CPU插件、频率串口插件、所有的I/O插件安装在机箱内的20个标准插槽上，并通过主板上的FE总线相互连接。软件部分采用VRTX实时多任务操作系统。系统主要功能包括机车牵引特性控制功能、防空转防滑行保护、电阻制动特性控制、磁场削弱控制，以及机车、柴油机、电气等系统的保护功能，并具备机车各系统的故障诊断、记录和显示功能。
ZY5000系列微机控制系统是由武汉正远铁路电气有限公司研制、发展自TPW5型微机控制系统的内燃机车控制系统。微机控制柜仍采用EXP车载微机标准机箱，但内部采用了CAN总线数据通信方式，取代了以往使用的并行总线。机箱内共有12种类型、15块插件板，系统具有恒功率控制、电阻制动控制、磁场削弱控制、辅助发电机励磁电流调整、柴油机调速控制、防空转保护、机车故障诊断及保护等功能。
HTN2010型微机控制系统是由洛阳恒佳机车电器有限公司研发、以爱特梅尔（Atmel）AT91R40008微控制器为核心的32位元内燃机车控制系统。微机控制柜不再采用传统的EXP机箱架构，改为采用国际标准的6U机架工控机箱，将所有控制插件、电源装置、冷却风扇集中于该机箱内，控制插件采用AMS总线数据通信方式。

#### 逻辑控制单元
早期东风8B型机车的各种辅助设备仍采用传统的继电器式控制电路，通过大量中间继电器、时间继电器、接触器开关等组成的有触点电路来控制机车各种电器。2003年起，株洲电力机车研究所为东风8B型机车开发出逻辑控制单元（LCU）控制系统，以无触点控制方式提高机车电气控制线路的可靠性，此后新造的东风8B型机车大多配备了逻辑控制单元，部分早期生产的机车亦在返厂大修时进行了改造。逻辑控制单元由微处理器、I/O接口、通信模块组成，并以32位元的摩托罗拉MPC860微处理器为核心，由微处理器对数字输入信号进行逻辑运算后，将输出结果经MOSFET输出并驱动相应负载，从而对柴油机启停、工况转换开关、方向开关、励磁接触器、电阻制动接触器、磁场削弱开关、辅助发电、空气压缩机、通风百叶窗等进行控制。逻辑控制单元通过控制器局域网（CAN）与微机控制系统通信，并预留了符合多功能车辆总线（MVB）标准的列车通信网络，以便以后与其他装置连结和机车重联控制之用。

#### 重联控制装置
2007年，根据大同至包头铁路煤运通道增开23对万吨货物列车的要求，戚墅堰机车车辆厂应铁道部的要求为部分东风8B型柴油机车进行重联改造，以便司机在其中一个司机室内同时操纵两台机车。呼和浩特铁路局集宁机务段的东风8B型0192号、0193号机车便是最早接受重联改造的两台机车，在机车的两端加装了重联插座、总风管和平均管的折角塞门，当机车重联运行时使用重联线连接两台机车的微机控制系统，而空气制动系统的总风管、平均管和制动管也分别连接。2007年3月14日至15日，经过重联改造的东风8B型0192号、0193号机车参与了铁道部在京包铁路包西站至丰镇站之间进行的万吨列车编组牵引试验，完成了启动试验、牵引试验、联合制动试验、紧急制动试验、拉压力测试等项目，最高运行速度达到101.5公里/小时。2007年下半年，戚墅堰机车车辆厂对该段另外32台机车进行了重联改造，这批机车与之前不同的是采用了网络重联控制，两台机车的微机控制系统使用屏蔽双绞线互相连接。2008年初，南车戚墅堰机车有限公司又为集宁机务段的56台东风8B型机车进行了重联改造。此后，部分新造或大修的机车亦会根据用户要求和微机系统型号，选用常規控制线重联或者网络重联的控制系统。

### 转向架

#### 常規转向架
机车轴式为Co-Co，走行部为两台无导框式三轴转向架。东风8B型机车的转向架是在东风8型机车的基础上进一步改良而成。转向架采用钢板组焊成封闭式箱形结构的“目”字形构架，固定轴距为2×1,800毫米。为保证25吨轴重条件下的轮对轴承寿命，采用经贝氏体淬火100CrMo7碳钢制造的双列圆柱滚子轴承。轴箱双拉杆式弹性定位装置改为采用东风11型机车的轴箱拉杆，以提高机车在直线上运行时的横向平稳性。机车采用带轮箍的组合式车轮（东风8B型9001号、9002号机车采用整体辗钢轮对），为防止高速行车时施行制动而引起轮箍弛缓的事故，因此在轮对内侧增设了扣环。除此之外，为保证机车在青藏高原地区雷电频繁时的安全，东风8B型9001号、9002号机车在车体与转向架、转向架与轴箱之间用电缆相连，车轴端部设有接地电刷，当遭遇雷击时可将雷电瞬时大电流直接传到钢轨上。
弹簧悬挂装置分为一系和二系悬挂两部分，其结构和性能参数与东风8型机车基本相同。一系悬挂装置采用独立悬挂形式，包括轴箱与构架之间的轴箱圆弹簧及橡胶垫，以及在1、3、4、6轴装有并列的垂向液压减震器。二系悬挂为转向架构架与车体之间的金属夹层橡胶堆旁承，其较大的垂向刚度有利于减少轴重转移，而较小的横向刚度使转向架相对于车体的横动和转动变得更灵活。一系及二系悬挂静挠度分别为105毫米和9毫米。转向架采用四点支承结构，车体全部重量通过八个旁承由两台转向架支承，转向架与车体间还设有横向液压减震器、橡胶缓冲侧挡装置。牵引力和制动力通过低位平行四杆牵引杆机构传递，牵引点至轨面距离725毫米。
牵引电动机采用单侧齿轮传动的轴悬式驱动方式，全部牵引电动机采用顺置排列方式，即牵引电动机都放在车轴的同一侧，可以有效减少轴重转移的幅度。牵引传动装置有滑动轴承式和滚动轴承式两种方案，当采用滑动轴承时的牵引齿轮传动比为4.470（76：17）；当采用滚动轴承时因轮对与电动机的中心距略微加大，牵引齿轮传动比改为4.529（77：17），于1999年落成的东风8B型0013号机车是首台使用滚动抱轴式驱动装置的东风8B型机车。基础制动装置为踏面制动方式，采用带闸瓦间隙自动调节器、粉末冶金闸瓦的单元制动装置，每台转向架共有6个制动单元器。戚墅堰机车车辆厂制造的机车采用单侧双闸瓦方式，而资阳机车厂制造的机车则采用单侧单闸瓦方式。东风8B型机车采用QB-2型和QB-2S型单元制动装置（后期改用QB-4型和QB-4S型单元制动装置），分别在于后者能够与手制动装置或蓄能停车制动装置相连接。停放制动为手制动装置。

#### 径向转向架

##### 7001号机车
戚墅堰机车车辆厂生产的东风8B型7001号机车采用三轴自导向式径向转向架，固定轴距为2×1,800毫米，最小通过曲线半径为120米。转向架采用铸焊式结构的“目”字形构架，由两根侧梁、两根横梁、前后端梁组焊而成。为了便于安装径向装置，侧梁底部内凹处预留了安装一系悬挂弹簧的空间，横梁的设计亦经修改以布置径向装置的支座及连杆机构。轴箱定位装置采用单拉杆式弹性定位结构，轴箱拉杆位于车轴水平中心线上，并用具有橡胶球铰的轴箱拉杆将第1、3、4、6轴的轴箱体与径向装置的导向梁连接起来，使轮对能够沿曲线半径方向作径向转动。轮对与构架之间设有由轴箱拉杆、前后牵引梁、中间连杆、转臂、支座等组成的径向机构，以固定于构架横梁上的立柱作为导向梁的支点，并通过一根连杆使转向架前后导向梁同步转动。
一系悬挂为轴箱与构架之间的轴箱螺旋弹簧和橡胶垫，在第1、3、4、6轴装有垂向液压减震器、一系抗摇头液压减振器，所有车轴在轴箱体与构架间并设有橡胶弹性横向定位机构，以解决因使用单轴箱拉杆而导致轮对横向定位刚度下降的问题。二系悬挂为转向架构架与车体之间的旁承橡胶堆，另外还设有抑制机车摇摆的横向液压减震器，以及提高直线稳定性的抗蛇行液压减震器。一系悬挂静挠度为110+10毫米，二系悬挂静挠度为8+1毫米，总静挠度为118+11毫米。牵引电动机采用滚动轴承抱轴的轴悬式驱动方式，牵引齿轮传动为4.529（77：17）。基础制动装置仍采用相同的单元制动器，但加大了闸瓦间隙和制动缸行程，以免轮对通过曲线时因径向调节而触碰闸瓦。牵引力和制动力通过低位平行四杆牵引杆机构传递，牵引点至轨面距离725毫米。

##### 5507号、5508号机车
资阳机车厂生产的东风8B型5507号、5508号机车使用易安迪“HTCR China”三轴径向转向架，固定轴距为2,000+1,825毫米。有别于在北美常用的整体铸钢构架，易安迪公司按资阳机车厂的要求为该转向架设计了“目”字形焊接式构架。轴箱定位装置采用单拉杆式弹性定位结构，轴箱拉杆位于车轴水平中心线上。为了便于对一系悬挂弹簧的检修，该转向架并不像东风8B型7001号机车般将弹簧埋入构架侧梁，而是采用置于构架下方的传统方式。径向机构的原理与东风8B型7001号机车相同，但导向机构的布置方式有一定差异。两根导向梁分别置于第1、3、4、6轴牵引电动机的后端，并通过中间导柱固定在第一横梁和后端梁上，构架横梁上方设有中间连杆连结两根导向梁，以耦合两端轮对的摇头运动。
一系悬挂为轴箱与构架之间的轴箱螺旋弹簧和橡胶垫，并在第1、3、4、6轴装有垂向液压减震器。二系悬挂为转向架构架与车体之间的旁承橡胶堆，另外还设有横向液压减震器和抗蛇行液压减震器。而在导向梁和构架之间，还设有抗摇头液压减振器。一系悬挂静挠度为126毫米，二系悬挂静挠度为7.5毫米，总静挠度为133.5毫米。牵引电动机采用滚动轴承抱轴的轴悬式驱动方式，牵引齿轮传动为4.529（77：17）。牵引力和制动力通过低位平行四杆牵引杆机构传递，牵引点至轨面距离725毫米。基础制动装置采用单元式踏面制动器，较为特别的是两端车轴的制动缸安装在导向梁而非构架上，因此通过曲线时闸瓦和轮对相对位移较小。

## 衍生车型

### 东风8BJ型
1990年代末，铁道部《铁路科技发展“十五”计划和2015年长期规划纲要》提出“研究开发交流传动电力、内燃机车系统产品，形成小批量生产，为十年完成牵引动力向交流传动转换奠定基础”。2000年，资阳机车厂与株洲电力机车研究所开始联合研制采用国产交流传动系统、柴油机电子控制燃油喷射技术，以及基于网络通讯的多微机控制系统等先进技术的东风8BJ型大功率干线货运内燃机车。该机车是根据以时速90公里牵引5000吨重载货物列车，或者以最高时速120公里牵引2000吨快速货物列车的牵引要求进行设计，机车装用一台16V280ZJG型柴油机，柴油机装车功率为5,400马力（4,000千瓦），机车标称功率为4,500马力（3,350千瓦），最大运用速度为120公里/小时。机车牵引变流器、牵引电动机、微机控制系统等机车主要部件均采用国产产品，以降低制造和检修成本。2001年12月底，东风8BJ型0001号机车在资阳机车厂落成。

### 东风8B型5672号
DF8B型5672号机车原称为东风8DJ型（DF8DJ），是继东风8BJ型柴油机车之后，资阳机车有限公司与南车株洲电力机车研究所合作研制的另一种大功率交流传动内燃机车，于2006年初试制了一台。虽然东风8DJ型衍生自东风8BJ型，但实际上已经和采用直流电传动的东风8B型没有明显的技术联系。
东风8DJ型机车使用美国卡特彼勒公司的CAT3616型电子燃油喷射柴油机，装车功率4,800千瓦（6,500马力）。机车采用交—直—交流电传动系统，主变流器（包括整流器和逆变器）采用采用模块化结构，并采用南车株机所设计制造的TGA5型风冷IGBT牵引逆变器，和JD120型异步交流牵引电动机。开关元件采用IGBT开关器件；主变流机组的冷却方式采用热管加风冷方式；逆变器集成其控制装置，控制方式采用轴控方式，牵引电动机的控制原理采用直接力矩控制方式。机车车体沿用资阳机车厂向土库曼斯坦出口CKD9A型柴油机车的外观。同时，东风8DJ型机车继续沿用了东风8B型5507、5508号机车使用的EMD公司HTCR三轴径向转向架，是中国国内第一种采用径向转向架的交流传动柴油机车。机车轴式Co-Co，机车最大运行速度120公里/小时，最大轮周牵引功率达3840千瓦，最大轮周制动功率3840千瓦，启动牵引力580千牛，持续牵引力440千牛，恒功速度范围为23.8～120公里/小时。
由于刘志军出任铁道部部长期间提倡中国铁路“跨越式发展”，要求国内机车车辆制造商与国外企业合作，于2005年大连机车车辆、戚墅堰机车已经分别与EMD、通用电气签订协议，联合研制HXN3、HXN5型6000马力大功率柴油机车，东风8DJ型机车最终无法批量生产。当时资阳机车厂曾经向铁道部申请将这种机车定型为东风8DJ型，但不获批准，其後机车编号只能沿用普通型东风8B型机车车号，改为东风8B型5672号。这台机车从2006年起由陕西西延铁路有限责任公司租用，配属延安北机务段，2009年至今封存资阳厂内。2015年，DF8B-5672号机车被改装为柴油-液化天然气双燃料机车。

### 东风8B型3000系
东风8B型3000系（原称为东风8D型）柴油机车由大连机车车辆厂制造，首台机车编号为3001号，属于试制性质的3820千瓦（5200马力）柴油机车，以东风4D型机车为基础研制，与东风8B型机车并没有直接的技术联系。
东风8B型3001号机车是与大连厂同厂产品东风11型3001号（原称为东风11D型）是同期系列产品，是在同一平台上开发的干线货运机车，除转向架外与东风11D型机车基本相同，于2000年8月出厂。机车装用由大连机车车辆厂与美国西南研究院（SwRI）联合开发的12V280ZJ型大功率柴油机，这是在240系列柴油机基础上又开发出的新的柴油机系列，采用电子燃油喷射技术，共有12个气缸，缸径280毫米，活塞行程320毫米，功率比东风8B型机车装用的16V280ZJA型柴油机更大，标定功率达到4410千瓦，装车功率为4040千瓦。大连厂于2000年完成了12V280ZJ型柴油机的组装试制，并顺利通过100小时耐久可靠试验，2001年首次装载于东风8B型3001号机车。机车采用交—直流电传动，轴式Co-Co，标称功率3820千瓦，并使用大扭矩的ZD109D型直流牵引电动机。轴重25吨，最大起动牵引力480.5千牛，持续牵引力365.5千牛，最大速度100公里/小时，单机可在6‰坡道上牵引5 000吨货物列车。
2001年11月机车在济南铁路局徐州机务段投入运用考核，至2002年11月完成了15万公里运用考核。测试结果显示，使用12V280ZJ型中速柴油机的3001号比东风8B型机车有更低的燃油消耗率，惟增压器出现故障的次数较多。当时大连机车车辆厂曾经向铁道部申请将这种机车定型为东风8D型，但不获批准，最终东风8D型机车只能沿用东风8B型机车的车型和车号，改称东风8B型3001号。而这台机车完成运行考核后与东风11型3001号机车一同被送返大连机车车辆厂封存。
至2007年，采用经改良的12V280ZJ型柴油机的东风8B型3000系机车开始获得来自地方铁路的订单。同年10月，东风8B型3002、3003号机车分别于2007年10月、2008年初下线，配属山西地方铁路集团有限责任公司。第三辆量产车车号为3001，于2008年底完成，配属内蒙古集通铁路集团公司大板机务段。

## 出口车型
东风8B型机车作为中国一款较成熟的国产柴油机车车型，一些出口其他国家的柴油机车也以东风8B型为原型。

### 
2004年10月，资阳机车有限公司接获出口土库曼斯坦铁路的71台内燃机车订单，当中包括16台CKD9A型干线客运机车、44台CKD9C型干线货运机车、10台CKD6E型调车机车。CKD9A型柴油机车是以东风8B型机车为基础，机车总体结构和设备布置与东风8B型机车大致相同，并采用了流线型设计的司机室外形，机车两端装用SA-3车钩，机车整备重量为138吨，最高运行速度为120公里/小时。动力装置为一台16V280ZJA型柴油机，装车运用功率为5,000马力（3,680千瓦）。电传动装置由JF204D型同步主发电机、GTF-5100/1000型硅整流柜、ZD109C型牵引电动机组成。基础制动方式为单侧踏面制动，但应土库曼斯坦方面的要求，以传统的杆系制动装置代替东风8B型机车所使用的单元制动器。16台CKD9A型机车于2005年至2006年交付土库曼斯坦。

### 委內瑞拉
2005年3月，委内瑞拉国家铁路局经兗矿集团博洋对外经济贸易公司向南车戚墅堰机车有限公司订购12台CKD4C型干线货运机车，又名DF8BVEN型内燃机车。CKD4C型机车在中国国内使用之东风8B型机车的基础上，针对委内瑞拉的使用环境和要求进行改进，并参照国际铁路联盟（UIC）技术标准来设计的干线货运内燃机车。车体外形尺寸符合当地采用的UIC 505-1机车车辆构造动态限界规定，机车整备重量为150±4.5吨，最高运行速度为100公里/小时。动力装置为一台16V280ZJA型柴油机，装车运用功率为5,000马力（3,680千瓦）。冷却水系统采用半封闭式强迫循环，设有56个双流道散热器单节，较东风8B型机车增加8个。电传动装置由JF204D型同步主发电机、GTF-5100/1000型硅整流柜、ZD109E型牵引电动机组成。机车控制系统则参考了东风11G型机车，采用LCS32型微机控制系统和LonWorks列车通信网络。全数12台CKD4C型机车于2006年底出厂及付运。 

### 伊朗
2008年3月，伊朗伊斯兰共和国铁路经代理商中国电气进出口有限公司向南车戚墅堰机车有限公司订购了20台DF8BI型柴油机车。DF8BI型机车是在东风8B型高原机车和出口委内瑞拉之CKD4C型机车的基础上，针对中东地区的气候环境进行了适应性改进，主要提高了机车防风沙能力、防高温性能、小曲线通过能力。车体外形尺寸符合UIC 506-GC国际联运用机车车辆构造动态限界规定，采用承载式燃油箱和UIC标准司机室。机车整备重量为138±4.14吨，最高运行速度为100公里/小时。动力装置为一台16V280ZJA型柴油机，装车运用功率为5,000马力（3,680千瓦）。因应伊朗当地夏季高温的运用环境，DF8BI型机车重新配置了高、低温散热器单节的比例，并将柴油机机油和冷却水温度的限制提高。此外，DF8BI型机车还参考了“雪域神舟”号机车的电气室车顶夹层独立通风系统，将外界空气经独立风道引入主硅整流柜和前转向架牵引电动机通风机。电传动装置由JF204D型同步主发电机、GTF-5100/1000型硅整流柜、ZD109E型牵引电动机组成。机车制动系统采用中国标准的JZ-7型空气制动机。该订单实际交付机车一台。2008年9月，首台DF8BI型机车运抵伊朗阿巴斯港，并在伊斯法罕进行了机车性能试验，该机车在伊朗铁路系统内的编号为60-3012，经过两年来30多万公里的运用考核，运用表现良好。
2010年5月至7月，南车戚墅堰机车有限公司分别与伊朗铁路运输公司（RWT）、NRG集团签订共40台SDD18型内燃机车的订单。该型机车是在DF8BI型机车的基础上根据伊朗方面提出的要求进行改进设计，机车可适应最高气温50℃、最低气温-30℃，最高海拔高度2,400米的使用环境，除了车体外形尺寸符合UIC 506-GC国际联运用机车车辆构造动态限界外，车体和转向架钢结构亦按ISO 3834（EN 15085）焊接资格认证来设计。机车整备重量为138±4.14吨，最高运行速度为100公里/小时。动力装置为一台16V280ZJA型柴油机，装车运用功率为5,000马力（3,680千瓦）。电传动装置由JF204DZ型同步主发电机、GTF-5100/1000型硅整流柜、ZD109E型牵引电动机组成。RWT公司的首批10台SDD18型机车于2010年12月完成组装，并于2011年1月从上海港装船运往伊朗；第二批10台机车亦于同年5月交付。而NRG集团的首批10台SDD18型机车于2011年10月运往伊朗，但因受到伊朗核问题引起的经济制裁影响，最后10台机车并未交付伊朗，尚未完工的机车则存放在工厂内。

### 几内亚
2009年，中国国际基金公司和几内亚政府签订了关于合作开发矿产资源的协议，中国国际基金公司则为当地建造基础设施作为交换，其中之一便是连结几内亚首都科纳克里和市郊城镇卡卢姆的“科納克里特快”列车（Conakry Express）。2009年11月，中国国际基金公司向南车戚墅堰机车有限公司订购5台供几内亚铁路使用的SDD16型内燃机车，先期主要用于客运，后期可用于矿产运输。该型机车是以出口伊朗之DF8BI型机车为原型，并根据几内亚当地的气候条件和使用环境作出了改进的客货两用机车。机车采用承载式燃油箱和电气室车顶夹层独立通风系统，并设有柴油机火灾警报系统、电气及空气控制系统。机车整备重量为138吨，最高运行速度为100公里/小时。动力装置为一台16V280ZJA型柴油机，装车运用功率为5,000马力（3,680千瓦），并选用可靠性较高的VTC254-15型增压器和PGMV调速器。电传动装置由JF204D型同步主发电机、GTF-5100/1000型硅整流柜、ZD109E型牵引电动机组成。机车制动系统采用中国标准的JZ-7型空气制动机。5台SDD16型机车于2010年4月完成组装，连同南车南京浦镇车辆有限公司制造的22辆25G型客车一同交付几内亚，自2010年6月起随“科納克里特快”列车正式投入服务。
2019年3月，横跨几内亚博凯和博法地区、连接圣图-胡达矿区与达必隆港（Port of Dapilon）的达圣铁路（Dapilon-Santou Railway）正式动工，这条铁路由韦立国际集团、山东魏桥集团、几内亚UMS集团和山东烟台港集团共同成立的赢联盟（SMB-Winning Consortium）投资兴建，主要用途是输送几内亚出产的铝土矿，经达必隆港装船出口到中国烟台港。2019年11月14日，中车戚墅堰机车有限公司与赢联盟几内亚铁路公司（Winning Consortium Railway Guinea，WCRG）签署包括两台CDD5B1型内燃机车的供货合同。该型机车以中国国内使用的东风8B型柴油机车为基础，与中车戚墅堰机车有限公司为肯尼亚铁路提供的同型机车基本相同。2020年3月，两台机车在中车戚墅堰机车有限公司顺利完成验收，机车编号分别为WCRG CDD5B1 1021和WCRG CDD5B1 1022。随后，两台机车的主要部件被分别拆解出来以满足海上装运条件，于2020年5月运抵几内亚博凯港。2020年10月至11月，开始将转向架、柴油机、电阻制动、压铁等大型部件逐一组装到机车车体上，并完成机车组装后的各项静态和动态试验，随即在达圣铁路建设过程中投入物资调运和铺轨工作。2021年6月16日，达圣铁路建成通车。

### 加彭
2010年，加蓬共和国向南车资阳机车有限公司订购首批2台DF8B型内燃机车。2015年初，加蓬共和国再度向中车资阳机车有限公司订购机车，是次订单包括3台DF8B型干线货运机车和1台GK1C型调车机车，主要运用于该国的锰矿运输，这批机车于2016年4月交付。2018年1月，加蓬共和国和中车资阳机车有限公司签订了10台DF8B型内燃机车的销售合同，这批机车于同年6月全部完成交付。2022年4月，加蓬经济特区矿港公司（GSEZ）第四次向中车资阳机车有限公司订购机车，这次订购的6台DF8B型内燃机车可用于牵引当地的万吨重载货物列车，三机重联时可在8.3‰的坡道上持续牵引11,000吨，这批机车于2022年9月底起运。

### 
2015年1月，由中国交通建设股份有限公司承建、全部采用中国技术标准的蒙巴萨－内罗毕标准轨铁路（蒙内铁路）正式动工，肯尼亚铁路公司并与中国交建签订了运营委托协议，将为期十年的铁路营运管理权交由中国交建负责，机车车辆也是由中国路桥工程公司（中国交建的全资子公司）负责采购。2015年6月，中国路桥工程公司就该项目所需的43台货运机车、5台客运机车、8台调车机车共计56台柴油机车进行招标采购。2016年5月20日，中车戚墅堰机车有限公司获得中标通知书。同年5月30日，中车戚墅堰公司与中国路桥公司就出口肯尼亚56台机车举行签约仪式。CDD5B1型柴油机车是中车戚墅堰公司为肯尼亚铁路研制的干线货运机车，以中国国内使用的东风8B型柴油机车为基础，并针对肯尼亚热带草原气候及运用环境专门对机车作了相应改良，例如增设火灾报警及路况视频检测系统、柴油机和燃油滤清器增设防火罩、加强了空气滤清器的性能、取消了柴油机启动预热系统等，另外还首次在出口机车上安装了“中国中车出口机车远程监测与诊断系统”（CRD）。2016年12月，首批12台出口肯尼亚机车在中车戚墅堰公司交付。2017年1月至7月期间，56台机车分五批抵达肯尼亚。2017年5月底，蒙内铁路全线竣工通车。肯尼亚铁路的CDD5B1型货运机车均配属内罗毕南机务段，承担蒙内铁路的货运列车牵引任务。2019年10月，内罗毕－马拉巴标准轨铁路（内马铁路）一期工程（内罗毕至奈瓦沙段）建成通车，该线的货运列车同样使用CDD5B1型机车牵引。

### 牙买加
2016年7月，中国酒泉钢铁集团公司从俄罗斯铝业联合公司收购了位于牙买加圣伊丽莎白区的阿尔帕特氧化铝厂，并对铝厂投资进行升级改造以提高氧化铝产能。2017年12月8日，中车戚墅堰公司与阿尔帕特氧化铝厂签署了一台CDD5B2型内燃机车出口合同。该型机车以中国国内使用之东风8B型机车为基础，并根据牙买加当地的铁路基础设施情况改善了转向架结构。2018年5月11日，中车戚墅堰公司为该机车举行发运剪彩仪式。同年7月15日至19日，机车抵达金斯敦港后经转运驳船运送至凯撒港码头卸船。

### 奈及利亞
2018年，因应尼日利亚阿卡铁路日益增长的运输需求，以及由于拉伊铁路即将建成通车，尼日利亚铁路公司决定委托中国土木工程集团有限公司（阿卡铁路和拉伊铁路项目的总承包商）采购新的机车以增加列车班次。2019年1月25日，中车戚墅堰公司与中国土木工程集团有限公司在北京正式签署出口尼日利亚21台内燃机车合同，其中包括内燃动车组动车4台、客运机车6台、货运机车9台、调车机车2台。为此，中车戚墅堰公司在为肯尼亚提供的CDD5B1型内燃机车的基础上，为尼日利亚铁路研制了CDD5B3型货运内燃机车。2020年8月7日，第二批出口尼日利亚机车交付仪式在中车戚墅堰公司举行。2020年1月31日，9台CDD5B3型机车在拉各斯港卸船。

### 马来西亚
2017年8月，由中华人民共和国与马来西亚合作建设、作为“一带一路”旗舰项目之一的马来西亚东海岸衔接铁道（ECRL）正式动工，该项目由中国交通建设股份有限公司（CCCC）承建，起点为吉兰丹州哥达巴鲁，终点为雪兰莪州巴生港，线路全长665公里。因应该项目铺轨和施工物流需要，中交集团向中车资阳公司订购了6台DF8B型内燃机车，负责牵引运输全线的轨料运输工作，包括500米长轨运输、道砟运输，护轮轨安装、站线材料运输以及基地内调车。针对马来西亚当地热带气候环境，这批机车加强了耐腐蚀、防潮设计，并优化了机车柴油机等关键零部件结构，提升了机车布管布线和油水管路的质量。2023年10月底，6台机车分阶段抵达马来西亚关丹港并投入运用。

## 重大事故
- 2007年7月4日凌晨，东风8B型5647号机车（唐港铁路公司向山西路达地方铁路运输有限责任公司租用、雇用北京铁路局唐山机务段司机驾驶）牵引82003次货物列车（编组54辆、总重5,022吨）运行在迁曹铁路。列车运行途中，司机让不具备驾驶资格的学习司机自行操纵，自己则擅离职守到非操纵端的司机室睡觉，随后学习司机亦打盹入睡，致使列车超速运行。凌晨3时50分，列车驶入京唐港站后没有停车，以时速52公里冒进出站信号机后，与正在出库的东风8B型5649号机车正面冲突，82003次本务机车及机后第9至13位车辆脱轨。事故造成机车乘务员死亡3人、轻伤1人，机车中破2台[85]。肇事机车修复后恢复运行。
- 2007年9月23日清晨，乌鲁木齐铁路局乌鲁木齐机务段的东风8B型5157号机车，牵引80325次货车经由兰新铁路运行。清晨3时15分，当列车运行至兰新线下行安北至石板墩站间K999+040M处，由于柴油机喷油泵泵体铸造品质不良，导致柴油机在机车行驶过程中漏油起火，机车乘务员发现火情后亦未及时采取停机、断油措施。机车火灾被扑灭后，兰新铁路于6时43分恢复通车，中断行车3小时28分钟，构成铁路交通一般B类事故[86]。
- 2008年12月3日晚上，太原铁路局侯马北机务段的东风8B型0137号机车，牵引22127次直通货车经由南同蒲铁路运行。晚上11时35分，当列车运行至南同蒲线襄汾站通过时，该机车右侧第5个蓄电池箱盖因作业人员检查不认真未锁闭，蓄电池箱盖在机车行驶中震开，将襄汾站内D25调车信号机刮坏，构成铁路交通一般C类事故。
- 2009年11月22日，配属沈阳铁路局吉林机务段的东风8B型5138号机车，牵引由棋盘至梅河口的46614次货物列车（吉林机务段梅河口运用车间司机担当）。下午5时38分，列车进入沈吉铁路石家站3道停车，随后机车按计划在石家站担当调车作业。23日零时10分，机车从冀东水泥厂专用线牵引38辆货车经6道回站内4道牵出线停车时，因列车风管连接后有折角塞门关闭而未全部贯通，司机在进行制动机简略试验时，在排风仅为9秒的情况下未及时发现，牵出后发现超速的情况下连续追加减压7次并使用紧急制动，在列车速度不降反升的情况下又缓解紧急制动再次实施紧急制动，导致机车冲出牵出线尽头土挡，机车及机后三位车辆脱线，构成铁路一般交通B类事故[86]。
- 2010年6月5日，配属济南铁路局济南西机务段的东风8B型5467号机车，担当35214次货物列车经由京沪铁路运行。晚上11时29分，当列车运行至京沪线姚村至吴村间，机车主电路发生接地故障，司机在未判明故障原因的情况下盲目切除机车安全保护装置，恢复接地继电器，强迫加载运行，致使主发电机起火，构成铁路一般交通C类事故[86]。
- 2011年2月25日下午1时30分，配属北京铁路局丰台机务段天津北运用车间的东风8B型5023号机车，牵引一列货运列车沿津蓟铁路下行线运行至天津市武清区下朱庄路段时，在一个无人值守的道口与一辆抢道的四轴大货车相撞，事故造成机车和5节车厢脱轨。机车在事发地点搁置一个月后于同年3月底拆解报废[87]。
- 2011年3月31日，配属南宁铁路局柳州机务段的东风8B型5240号机车，担当28032次货物列车经由焦柳铁路运行。晚上10时54分，列车运行至焦柳线排楼至中方间，因机车柴油机喷油泵漏油，值乘机班进行甩缸处理时将喷油泵进油扣压软管在第3缸侧，高压燃油通过扣压软管缝隙喷出形成雾状烟雾，高热的柴油机排气总管引燃油气，导致机车发生火灾，构成铁路一般交通B类事故。
- 2012年7月8日下午，乌鲁木齐铁路局乌鲁木齐机务段的东风8B型5134号机车，牵引57403次货车经由乌将铁路运行。下午1时46分，当列车行驶至乌将线米泉至甘泉堡站间K31+715M处，撞上人工匀枕作业后侵限的一根灰枕后停车，机车燃油箱底部护板开裂，经处理后于下午2时02分开车，构成铁路交通一般C类事故，乌鲁木齐工务机械段负全部责任。
- 2013年6月9日下午4时43分，中铁二十一局在天津北环线铁路K28+200M处进行津保客专路基加固施工，使用吊车移动水泥搅拌桩机时倾倒砸坏下行线接触网，并与途径该处60263次货物列车（北京铁路局天津机务段的东风8B型5070号机车牵引）相撞。事故造成机车司机室损毁，1名机车乘务员轻伤，天津北环线于晚上6时40分恢复行车，中断行车1小时57分钟，构成铁路交通一般C类事故。
- 2014年5月13日晚上，青藏铁路公司西宁机务段的东风8B型0041号机车，牵引由柯柯开往西宁的57032次货物列车经由青藏铁路运行。当晚10时47分，因柴油机后增压器转子轴断，造成柴油机突然压转速冒黑烟，列车停于老关角隧道K315+309M处，经检查处理后开车。至晚上11时26分，由于警惕装置动作导致常用制动排风，列车再次停于关角隧道内K313+158M处，随后因为高原长隧道环境加上柴油机冒黑烟的原因，导致机车上四名乘务人员缺氧窒息。14日凌晨0时56分，其中副司机从窒息中醒来并叫醒两名学员，向调度员汇报正司机呼吸困难，请求救援。凌晨1时18分，从关角站调度57001次列车的本务列车（HXD1C型0455号电力机车）担当救援任务；至1时52分从关角隧道内救出四名乘务人员，并送往天峻县医院救治，但司机刘健广送院后抢救无效不治，其余三人情况稳定。
- 2015年1月25日凌晨2时47分，郑州铁路局洛阳机务段的东风8B型5042号机车，牵引货物列车经由平顶山平煤集团朝川矿铁路专用线运行，当列车运行至一处位于平顶山市汝州市小屯镇时屯村的平交道口，与一辆由北向南方向行驶的重载大货车发生相撞，导致机车脱轨及大货车翻侧，幸未有人员伤亡[88]。
- 2015年1月30日，呼和浩特铁路局包头西机务段的东风8B型5347号机车，担当包兰铁路乌海站3调任务。乘务员在单机转线过程中，没有执行调车联控制度和确认调车信号机的显示状态，臆测行车，越过关闭的调车信号机后挤坏道岔，并破坏了43002次列车接车进路，构成铁路交通一般C8类事故。
- 2015年3月8日清晨，内蒙古中电物流路港有限责任公司赤峰铁路分公司的东风8B型5786号机车，重联东风4B型7169号机车，牵引由白音华站开往赤峰北站的57840次货车经由赤大白铁路运行。清晨4时05分，列车行驶至内蒙古自治区赤峰市境内白塔子站至包木少勒站间К241+87M处时，因钢轨接头夹板断裂钢轨错位导致列车脱轨，事故造成15辆货车倾覆、4辆货车脱线，其中报废4辆、中破15辆，中断行车36小时50分钟[89]。
- 2015年7月21日清晨4时43分，太原铁路局侯马北机务段的东风8B型5561号机车，牵引42203次货车（编组14辆，总重1,254吨）在南同蒲铁路辛置站5道开车后，由于车站内24号道岔处附近线路几何尺寸超限，列车通过该段曲线时轨距扩大，导致机车右侧第1轮和机后第5位车辆右侧第1轮脱轨。清晨4时45分，列车停于站内K564+310M处，构成铁路交通一般B4类事故[90]。
- 2016年4月5日下午5时25分，广西沿海铁路公司南宁南机务运用段的东风8B型5914号机车，在防城港机务折返段内进行空载试验时，未断开机控开关2K，未将牵引电动机故障开关任意两个置故障位，未断开励磁开关，造成机车提手柄后带载运行。车上的整备车间地勤司机、机车保养员惊惶失措，未即时断开机控或将主手柄回零位，导致单机溜逸约400米，最高速度达70公里/小时，至钦防铁路防城港站北咽喉11号道岔處，与同属广西沿海铁路公司南宁南机务运用段的东风12型0301号机车（防城港站驻站调车机车）发生正面冲突。东风8B型5914号机车上的三名人员中，地勤司机及机车保养员两人经抢救无效死亡，构成铁路交通一般A类事故[91]。
- 2017年8月2日清晨6时24分，兰州铁路局兰州西机务段的东风8B型5077号机车，牵引57131次货物列车运行至红会铁路鹰嘴至吴家川间与线路右侧侵限混凝土轨枕发生刮蹭，列车停于区间K41+813处，构成铁路交通一般C类事故。
- 2021年2月5日晚间，国家能源集团宁夏大坝发电有限责任公司的东风4B型9179号机车，在大坝电厂专用铁路大坝电厂站担当调车机车，牵引52辆空车进行调车作业时，与正在道岔区准备换端作业、准备挂空车返回宁东铁路古窑子站的宁夏宁东铁路有限公司东风8B型5793号机车发生正面冲突，构成铁路交通一般D1事故。事故造成两台机车上的四位司机均受到不同程度创伤。 2021年5月18日，国能宁夏大坝发电有限责任公司因安排未取得驾驶资格的人员单独操纵机车，被兰州铁路监督管理局根据《铁路机车车辆驾驶人员资格许可办法》和《违反<铁路安全管理条例>行政处罚实施办法》的相关规定，对国能宁夏大坝发电有限责任公司责令改正予以警告，作出罚款人民币10000元的行政处罚[92]。
- 2021年12月3日，中国铁建电气化局集团第二工程部在兖石铁路下行线奎山镇站至日照西站间K296+900M～K301+410M处进行接触网支柱装配、悬挂调整封锁施工。下午6时21分，奎山镇至日照西站间下行线施工提前结束，列车调度员发布了57124号调度命令区间开通。下午6时23分，奎山镇站向日照西站预告开51175次货车，但日照西站车站值班员忘记日照西站至日照站间下行线仍在施工，在日照西站内Ⅰ道下行正线还在封锁状态下，盲目同意奎山镇站开车预告，办理了下行Ⅰ道接车进路及信号。下午6时34分，郑州铁路局新乡机务段的东风8B型5588号机车牵引51175次货车达日照西站，到下行线进站信号机K301+439M处，碰撞施工防护牌后停车，构成铁路交通一般C类事故。
- 2022年3月8日晚上21时48分，兰州局集团兰州西机务段的东风8B型5078号机车，牵引31024次货物列车（编组24辆，总重2,212吨）经由红会铁路运行。当列车运行至红会线吴家川站至靖远西站区间K60+807M处铁路桥时，一辆沿341国道行驶的重型自卸卡车车斗撞上铁路桥梁，造成该桥梁体翻转倾斜，线路变形，导致机车脱轨坠落桥下、机后第一位车辆脱轨，造成2名机车乘务员与1名学员死亡、1名指导司机重伤，中断行车47小时38分，构成铁路交通较大事故[93]。事故后机车报废。

## 机车命名

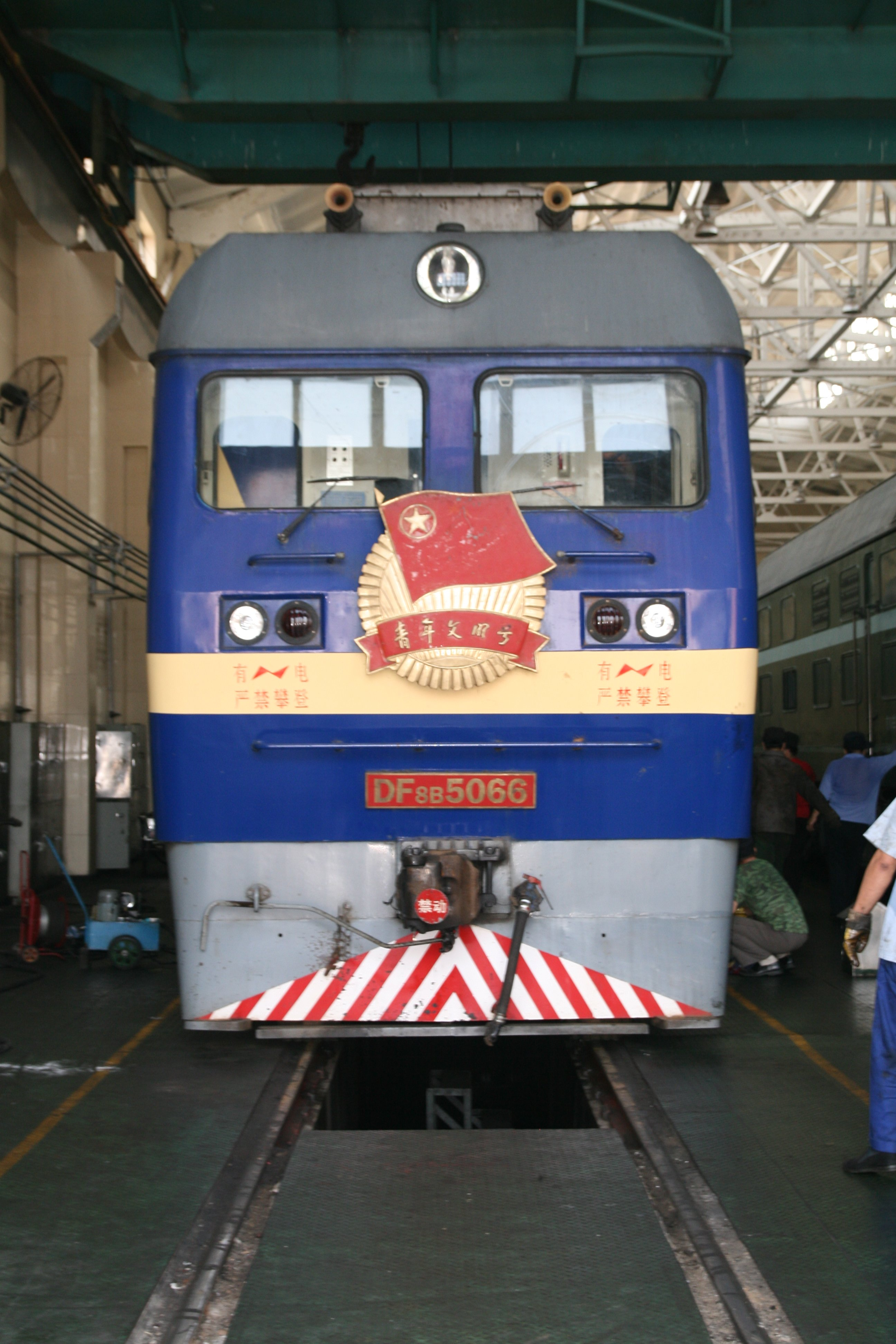
东风8B型5066号“青年文明号”机车

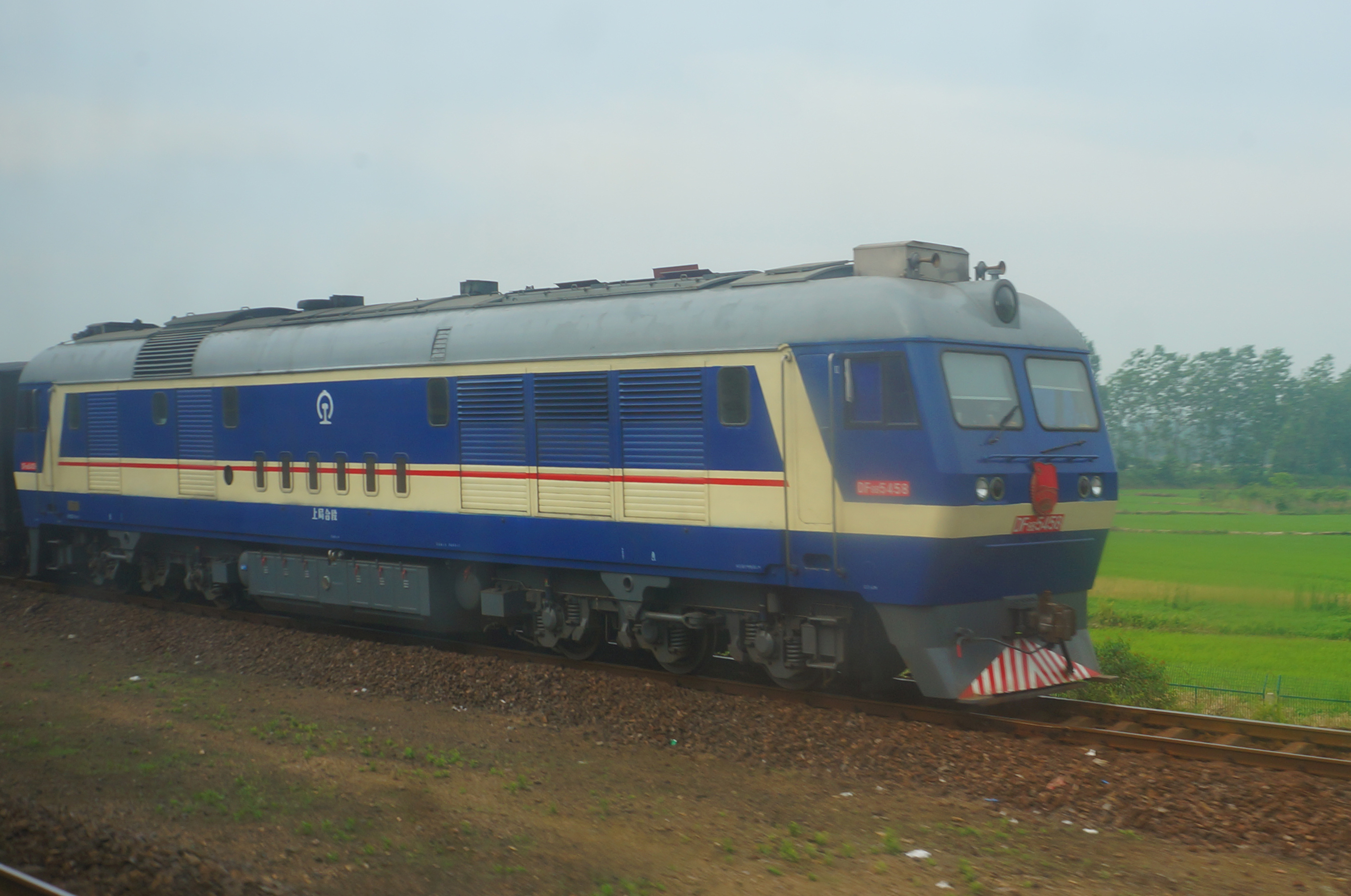
东风8B型5458号“共青团号”机车

| 机车编号  | 名称       | 配属                                   |
| --------- | ---------- | -------------------------------------- |
| DF8B-0020 | 青年文明号 | 北京铁路局唐山机务段                   |
| DF8B-0022 | 共青团号   | 沈阳铁路局吉林机务段                   |
| DF8B-0023 | 先锋号     | 沈阳铁路局吉林机务段                   |
| DF8B-0024 | 民兵号     | 沈阳铁路局吉林机务段                   |
| DF8B-0028 | 先锋号     | 济南铁路局淄博机务段                   |
| DF8B-0218 | 工人先锋号 | 天津地方铁路                           |
| DF8B-5066 | 青年文明号 | 北京铁路局丰台机务段                   |
| DF8B-5068 | 青年文明号 | 北京铁路局丰台机务段                   |
| DF8B-5223 | 青年文明号 | 天津地方铁路                           |
| DF8B-5303 | 共青团员号 | 北京铁路局怀柔北机务段                 |
| DF8B-5344 | 共青团员号 | 济南铁路局济南西机务段（原青岛机务段） |
| DF8B-5458 | 共青团号   | 上海铁路局合肥机务段                   |
| DF8B-5596 | 先锋号     | 呼和浩特铁路局包头西机务段             |
| DF8B-9001 | 雪域神舟   | 青藏铁路公司西宁机务段                 |
| DF8B-9002 | 雪域神舟   | 青藏铁路公司西宁机务段                 |

## 参看
- 东风8型柴油机车
- 东风11型柴油机车
- 东风8BJ型柴油机车
- 东风8CJ型柴油机车
- SD70型柴油机车